# Chojnów
Chojnów (niem. Haynau) – miasto i gmina w Polsce, w województwie dolnośląskim, w powiecie legnickim. Położona w centralnej części Dolnego Śląska, na Równinie Chojnowskiej, nad rzeką Skorą.
Chojnów uzyskał lokację miejską przed 1241 rokiem. Pierwszy raz nazwany miastem (civitas) w 1272 roku.
W ciągu swojej historii miasto wielokrotnie zmieniało przynależność państwową. W Chojnów stanowił część księstwa legnickiego, w Królestwie Czeskim, a w późniejszych latach Chojnów przechodził w ręce Habsburgów, a następnie Prus i Niemiec. Pod koniec II wojny światowej Chojnów znalazł się w Polsce. Zmiana ta wiązała się z opuszczeniem miasta przez dotychczasową ludność niemiecką i zasiedleniem go przez polskich osadników, pochodzących głównie z terenów kresów wschodnich.
Według danych z 1 stycznia 2023 roku, liczba mieszkańców Chojnowa wynosiła 12 443 osób.
Do niedawna Chojnów stanowił liczący się w regionie ośrodek gospodarczy, na który składał się m.in. przemysł maszynowy, papierniczy, spożywczy i odzieżowy.
W Chojnowie mieści się siedziba władz gminy wiejskiej Chojnów, będącej jedynym sąsiadem gminy miejskiej.

## Nazwa

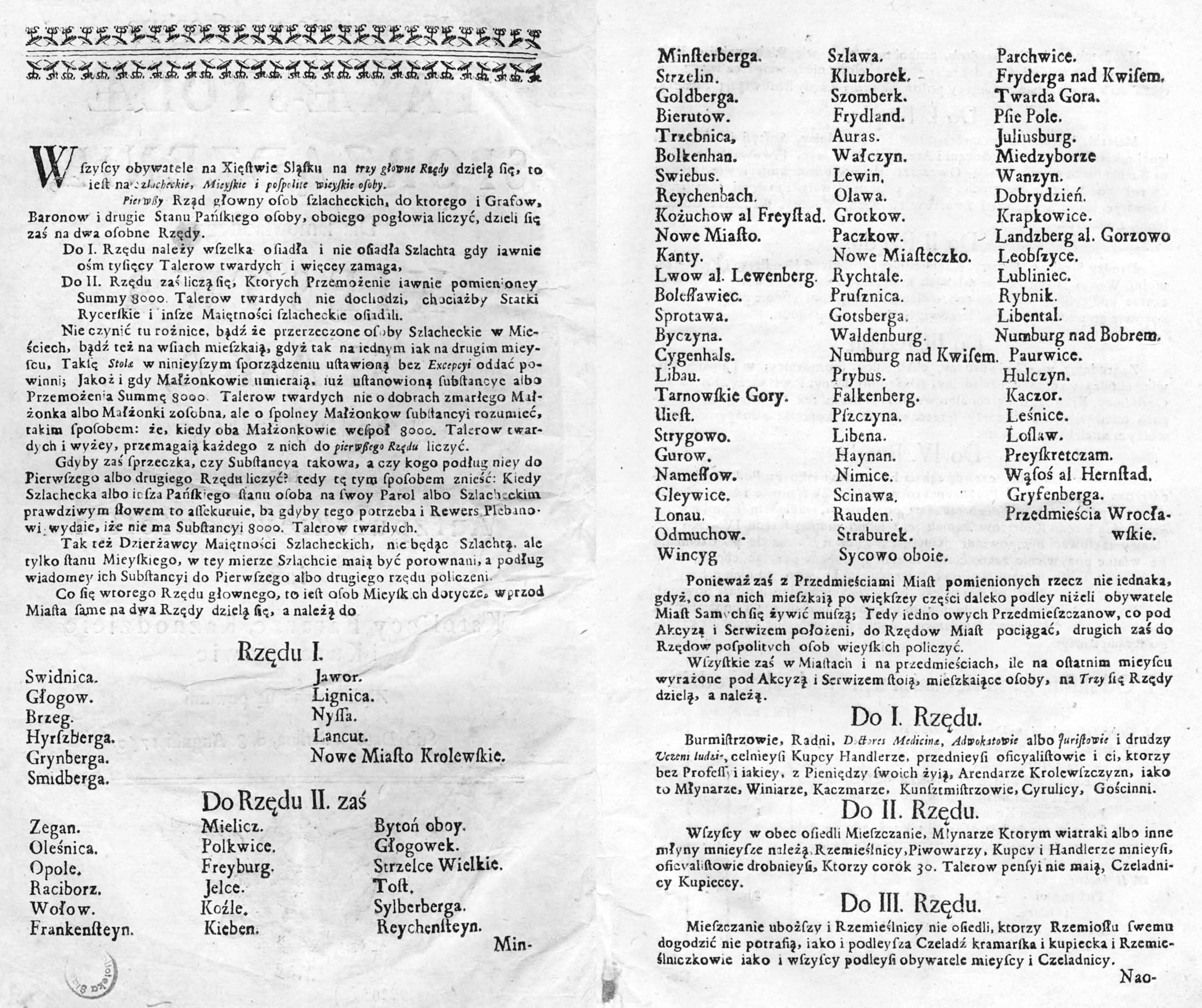
Chojnów jako Haynan (zamiast Haynau – literówka) wśród innych nazw śląskich miejscowości w urzędowym pruskim dokumencie z 1750 roku wydanym w języku polskim w Berlinie.

W spisanym po łacinie dokumencie średniowiecznym wydanym we Wrocławiu dnia 26 lutego 1253 roku, który sygnował książę śląski Henryk III Biały miejscowość wymieniona jest pod nazwą Honowo. W roku 1613 śląski regionalista i historyk Mikołaj Henel z Prudnika wymienił miejscowość w swoim dziele o geografii Śląska pt. Silesiographia podając jej łacińskie nazwy: Hainovia, Hanovia.
Pierwsze zapiski historyczne dotyczące Chojnowa pochodzą z 1272 r. (wspomniana wtedy jest po łacinie osada Haynow). W 1288 r. nazywane jest miastem (civitas) w dokumentach księcia Legnicy Henryka V Grubego. Jednak dopiero w 1333 r. miasto uzyskało prawa miejskie.
W pruskim urzędowym dokumencie z 1750 roku wydanym w języku polskim w Berlinie przez Fryderyka Wielkiego jako nazwa polska miasta jest wymieniona Haynan.
Polską nazwę Hajnów oraz niemiecką Hainau w książce „Krótki rys jeografii Szląska dla nauki początkowej” wydanej w Głogówku w 1847 wymienił śląski pisarz Józef Lompa. Słownik geograficzny Królestwa Polskiego wymienia dwie nazwy miejscowości – polską historyczną Hajnów oraz zgermanizowaną Haynau.

## Symbole miasta

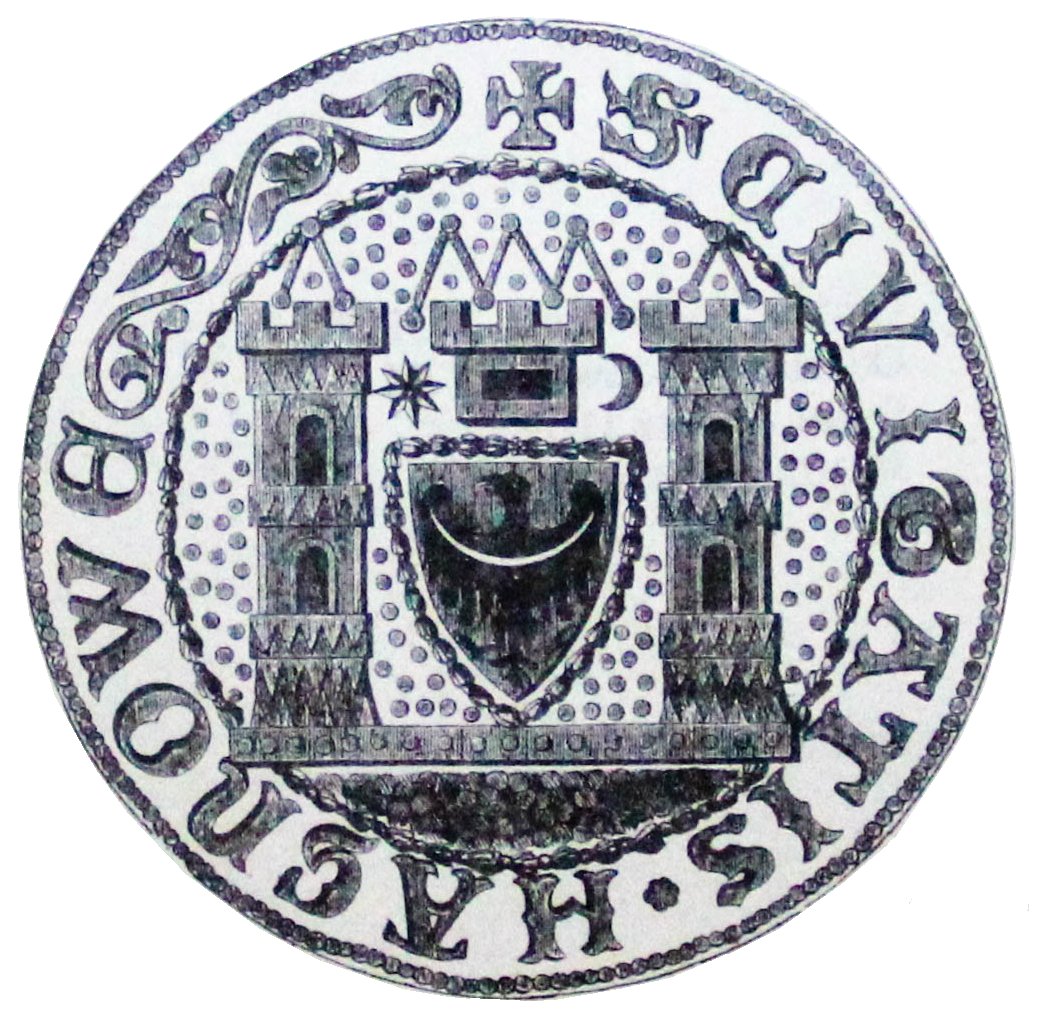
Najstarsza pieczęć miasta z końca XIII wieku

Najbardziej charakterystycznym znakiem wspólnoty samorządowej Chojnowa jest miejski herb. Przedstawia on w tarczy barwy błękitnej wieżę z trzema basztami koloru srebrnego o czerwonych trójkątnych dachach. Środkowa baszta ma dwa okna, a boczne jedno. Nad basztami srebrny księżyc po lewej (heraldycznie) stronie i złote słońce po prawej. W bramie orzeł dolnośląski na złotym tle.
Budowla znajdująca się na znaku nawiązuje niewątpliwie do budynku zamku książęcego, dominującego nad zabudową średniowiecznego Chojnowa. Wizerunek zamku z trzema basztami znalazł się w godle pierwszej pieczęci miasta Chojnowa, którą datuje się na końcówkę XIII wieku. Innym istotnym elementem miejskiej pieczęci jest herb z wizerunkiem orła heraldycznego Piastów dolnośląskich.
Niemal identyczny wizerunek przedstawiają miejskie pieczęci z 1369 roku i 2 połowy XIV wieku oraz pieczęć wójta i ławników Chojnowa z XIV wieku. Całkowicie inaczej prezentuje się z kolei pieczęć burmistrza i rajców miasta z XIV wieku, gdzie charakterystyczne trzy wieże zastąpione zostały wizerunkiem pnia ściętego drzewa. Inny wizerunek napotykamy także na pieczęciach urzędujących na chojnowskim zamku sędziego i ławników dworskich z XIV i XV wieku – przedstawiają one orła piastowskiego.
Chojnów nigdy nie posiadał przywileju herbowego, czyli dokumentu, który oficjalnie ustalałby postać i barwy miejskiego znaku. Dokumentacji nie mają również barwy herbu, które odpowiadają jednak regułom kolorystyki heraldycznej.
Innym ważnym symbolem miasta jest flaga miejska. Jest nią prostokąt podzielony na dwa pasy o układzie poziomym: biały na górze, błękitny na dole. Na białym polu w lewym górnym rogu umieszczony został herb Chojnowa. Zgodnie z tradycją heraldyczną i weksylologiczną, barwy użyte na fladze nawiązują do herbu miejskiego.
Na co dzień flaga publicznie eksponowana jest na budynku Ratusza; okazyjnie wywieszana jest również przy głównych ulicach miasta z okazji świąt państwowych i imprez, takich jak np. Dni Chojnowa. W wielu przypadkach są to jednak uproszczone wersje flagi – odbiegające od oryginału brakiem herbu, wymiarami czy też innym odcieniem koloru błękitnego.
Od 2009 roku Chojnów w celach promocyjnych posługuje się także logiem. Głównym elementem znaku graficznego jest sylwetka zachodniej ściany kościoła farnego pw. św. Apostołów Piotra i Pawła (w tym wieża). Logo w zamierzeniu twórców ma promować miasto jako słoneczne, pełne zieleni oraz przyjazne dla turystów i inwestorów. Barwy loga – biały, błękitny i żółty nawiązują do kolorów jakie znaleźć możemy w miejskim herbie. Logo przed przyjęciem nie było publicznie konsultowane.

## Geografia
Pod względem podziału Polski na jednostki fizycznogeograficzne Chojnów położony jest w obrębie makroregionu Niziny Śląsko-Łużyckiej. Miasto znajduje się w mezoregionie Równina Chojnowska, w centralnej części mikroregionu Wysoczyzna Chojnowska.
W aktualnym podziale administracyjnym kraju Chojnów położony jest w środkowo-zachodniej części województwa dolnośląskiego, w zachodniej części powiatu legnickiego. Przez miasto przepływa rzeka Skora, płynąca z zachodu na wschód, oraz rzeka Młynówka wypływająca w okolicach Muzeum Regionalnego i płynąca w kierunku zachodnim. Chojnów ma połączenie z większymi miastami kraju (drogowe i kolejowe) oraz znajdującą się 5 km na południe od Chojnowa Autostrada A4. Na południe od miasta znajduje się Równina Chojnowska, ciągnąca się od okolic Bolesławca do Jawora.
Według danych z 2002 r. Chojnów ma obszar 5,32 km², w tym:
- użytki rolne: 41%
- użytki leśne: 0%

Miasto stanowi 0,71% powierzchni powiatu.

### Granice

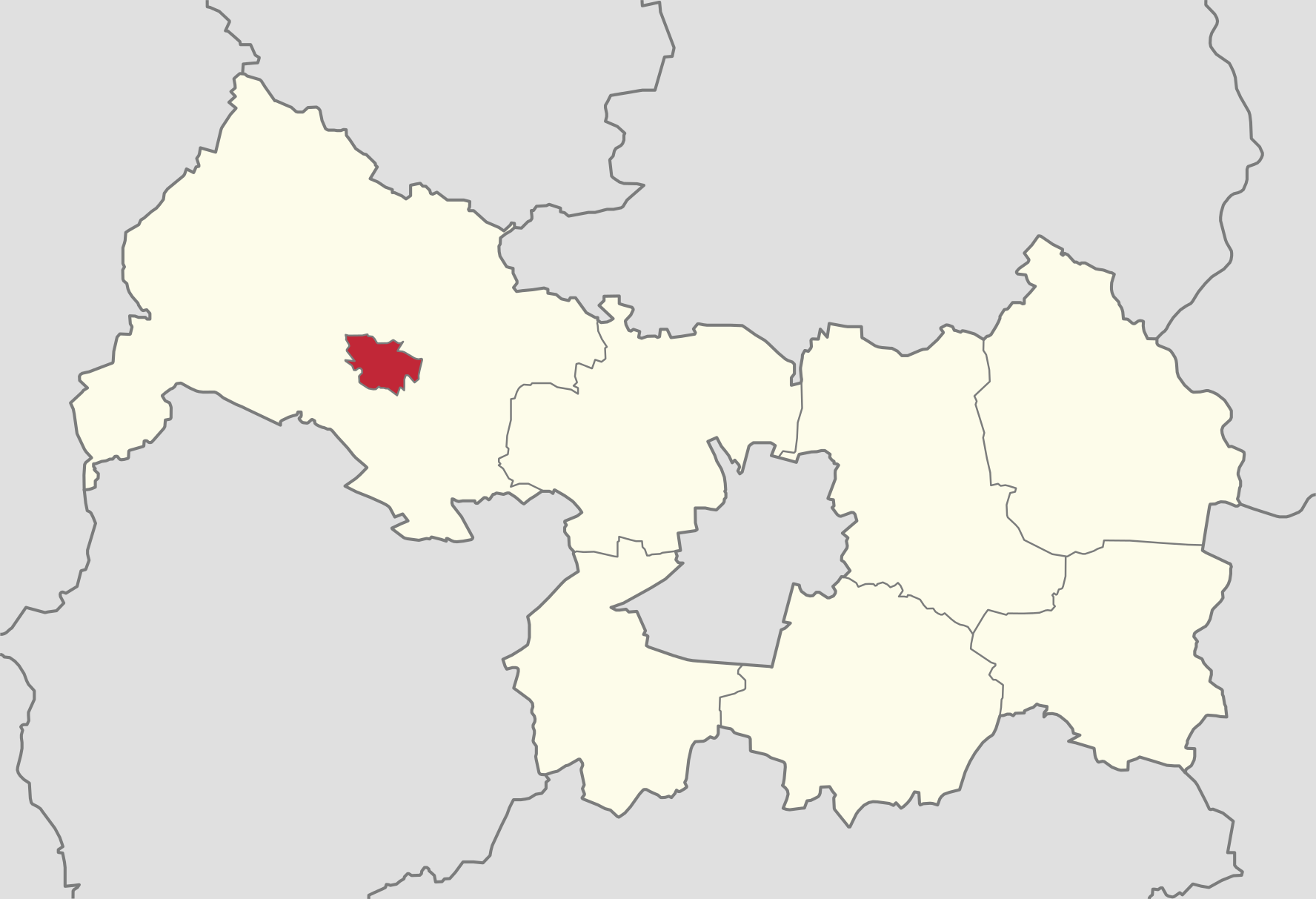
Lokalizacja gminy miejskiej Chojnów na mapie powiatu legnickiego

Miasto graniczy jedynie z gminą wiejską Chojnów – jest enklawą na jej terenie.
Chojnów od zachodu graniczy z sołectwem Piotrowice–Konradówka, od północy z Jerzmanowicami i Białą, od północnego wschodu z Goliszowem, od wschodu z Michowem i od południa z Gołaczowem. Długość granicy pomiędzy gminami przekracza 13 kilometrów.
Do 1991 roku miasto i tereny wiejskie stanowiły jedną jednostkę podziału administracyjnego (gminę miejsko-wiejską). Rozdział nastąpił na skutek konfliktu pomiędzy przedstawicielami miasta i wsi zasiadającymi w Radzie Gminy. Jednym z efektów konfliktu była niezdolność do wyboru nowego burmistrza, co zakończyło się koniecznością powołania komisarza przez Prezesa Rady Ministrów. Podział na gminy nastąpił według granic pochodzących z lat 70. XX wieku, co do dzisiaj jest powodem wielu kuriozalnych sytuacji, takich jak np. granica przebiegająca przez środek hali produkcyjnej (która w latach 70. jeszcze nie istniała).
Chęć przyłączenia się do miasta publicznie wyrażają mieszkańcy dwóch osiedli, położonych w Białej oraz w Piotrowicach. W tym drugim przypadku mamy do czynienia z obszarem stanowiącym kontynuację osiedla znajdującego się w granicach miasta i zarazem znacznie oddalonym od zabudowy wiejskiej. W 2015 roku burmistrz Jan Serkies zgłosił pod głosowanie Rady Miejskiej projekt uchwały w sprawie przeprowadzenia konsultacji dotyczących przyłączenia części sołectw Biała i Piotrowice oraz terenu oczyszczalni ścieków w Goliszowie do miasta. W wyniku protestu przedstawicieli gminy wiejskiej projekt został jednak wycofany, a kilka miesięcy później mieszkańcy gminy wiejskiej w głosowaniu opowiedzieli się w większości (90,7%) przeciwko przyłączeniu tych rejonów w granice miasta (projekt poza zainteresowanymi sprawą osiedlami ma znikome poparcie). Wyniki konsultacji zostały jednogłośnie przyjęte przez Radę Gminy Chojnów.

## Historia
Historia osadnictwa na terenie współczesnej ziemi chojnowskiej sięga okresu paleolitu. Wartym odnotowania jest fakt znalezienia w sąsiedniej Konradówce krzemiennego pięściaka liczącego ponad 100 000 lat. To narzędzie człowieka neandertalskiego jest jednym z najstarszych dowodów pobytu człowieka na Śląsku. W rejonie obecnego Chojnowa wystąpiło kilka większych skupisk pradziejowych i wczesnośredniowiecznych punktów osadniczych.
Istnienie osady Haynow, położonej na terenie współczesnego Chojnowa po raz pierwszy poświadczone zostało w źródłach z 1272 roku. Kolejna wzmianka o miejscowości pochodzi z 1288 roku. Wydany wówczas dokument księcia legnickiego Henryka V Brzuchatego, po raz pierwszy określa Chojnów mianem miasta (civitas). W 1291 roku osada przeszła pod panowanie księstwa głogowskiego, którego częścią pozostała do 1301 roku. Pierwszymi osobami związanymi bezpośrednio z Chojnowem, jakie pojawiają się w oficjalnych dokumentach są miejscowi kasztelani – Bronisław (pierwszy chojnowski kasztelan) oraz Otton von Zedlitz. Pełne prawa miejskie Chojnów otrzymał w 1333 roku. W tym samym roku pierwszym burmistrzem został Albertus de Ypra. Na rozwój miasta przez lata wpływało położenie na trasie jednej z odnóg Via Regia, co czyniło z Chojnowa istotny węzeł komunikacyjny, którym pozostał po dziś dzień. Rozwój miasta zapoczątkowany w 1333 roku przerywały liczne wojny i epidemie przetaczające się przez Śląsk. Najbardziej dotkliwy dla Chojnowa okazał się najazd husytów w 1428 roku, w trakcie którego wymordowano niemal wszystkich mieszkańców. Na szybki rozwój miasta w XIV wieku i na początku XV wieku wpływ miały liczne przywileje, m.in. prawo do eksploatacji złota, prawo do handlu solą, czy prawo składu. Warto również zaznaczyć, że jeszcze przed nadaniem praw miejskich w Chojnowie działał już cech tkaczy i funkcjonowała komora celna.

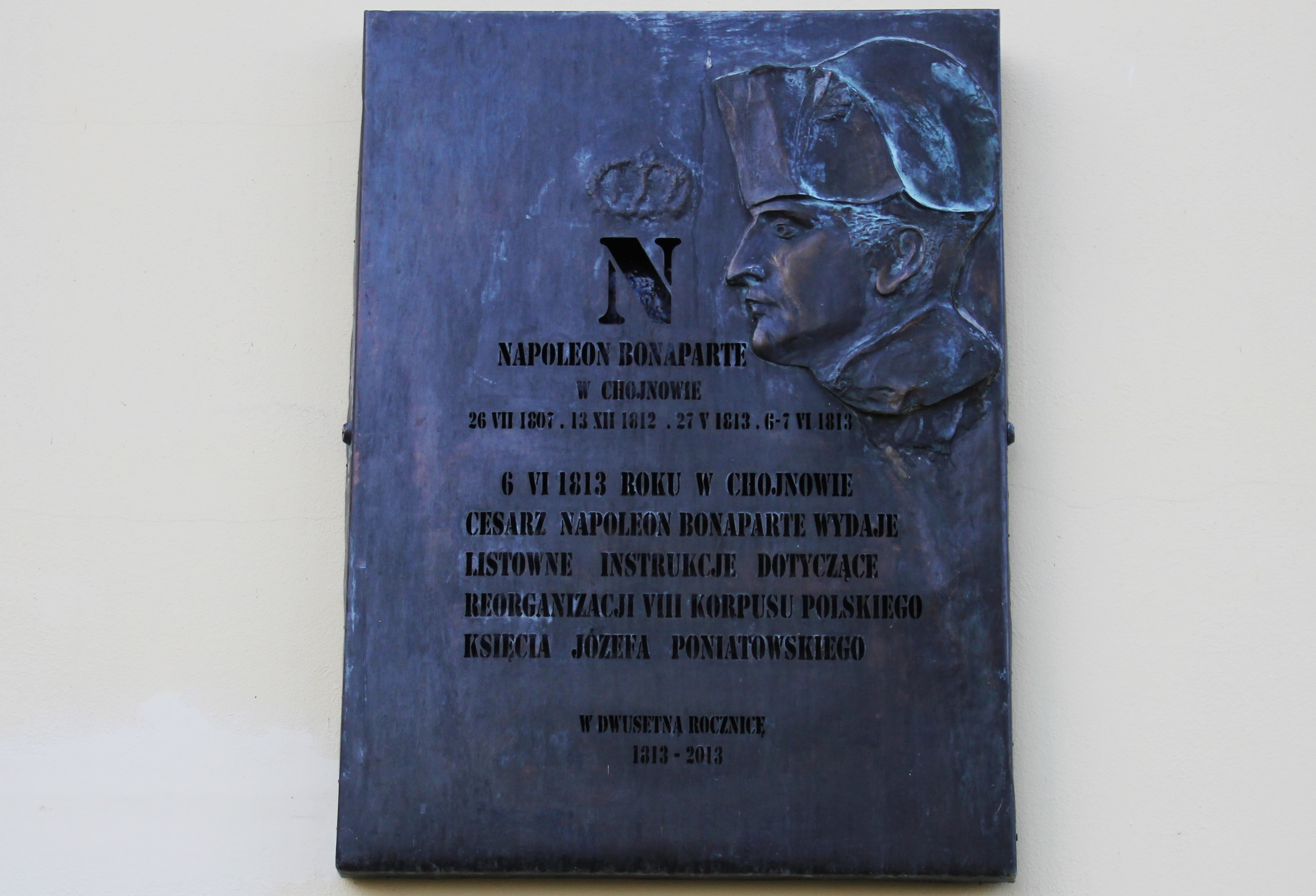
Napoleon Bonaparte w Chojnowie – tablica pamiątkowa

Potężnym ciosem dla rozwoju Chojnowa oraz wydarzeniem które do dzisiaj traktowane jest jako największa tragedia w dziejach miasta był najazd husytów, który miał miejsce 26 kwietnia 1428 roku. Klęska obrońców Chojnowa doprowadziła do rzezi mieszkańców. Wokół wydarzenia narosło wiele legend – ta najsłynniejsza dotyczy ocalenia 15 osób, którzy schronienie znaleźli w wieży budowanego wówczas kościoła, uprzednio rozbijając za sobą kamienne schody. To właśnie schody są do dzisiaj jednym z nielicznych istniejących śladów tamtych wydarzeń – brakujące stopnie zastąpiono nowymi, wykonanymi z drewna. Spalenie Chojnowa i śmierć prawie wszystkich mieszkańców doprowadziła do niemal całkowitego upadku miasta.
Odbudowa Chojnowa po części możliwa była dzięki księciu Rupertowi II, który na okres ośmiu lat zwolnił mieszczan ze wszelkich świadczeń. Jego następca – Ludwik III – zatwierdził wszystkie dotychczasowe miejskie przywileje. Kolejny kryzys w Chojnowie wiąże się z wielkim pożarem z 1503 roku, który strawił większą część miejskiej zabudowy. W tym samym roku papież Juliusz II zwolnił miasto ze wszystkich świadczeń z wyjątkiem dziesięciny, a król Czech Władysław II Jagiellończyk napomniał kupców podążających z Polski do Saksonii do korzystania z drogi przez Chojnów i Bolesławiec – miało to niewątpliwy wpływ w rozwój miasta. W 1526 roku Chojnów wraz z całymi Czechami przeszedł pod panowanie Habsburgów. XVI wiek przeszedł do historii Europy pod znakiem reformacji zapoczątkowanej przez Marcina Lutra. W 1523 roku nauki Lutra zostały uznane przez legnickiego księcia Fryderyka II. Rozwój nowego odłamu chrześcijaństwa na Śląsku doprowadził w 1535 roku do złożenia urzędu przez chojnowskiego proboszcza Mathiasa Funke. Jego miejsce zajął luterański pastor Henryk Bünau. Protestanci stanowili dominującą grupę religijną w Chojnowie aż do 1945 roku. XVI wiek w Chojnowie wiąże się także z postacią księcia Fryderyka III, który zapisał się w historii miasta z przebudowy gotyckiego zamku na renesansową rezydencję.
Chojnowska odnoga kupieckiego szlaku Via Regia ponownie zyskała na znaczeniu w 1580 roku, wówczas wydane zostało rozporządzenie cesarza rzymskiego Rudolfa II, nakazujące korzystanie przez wszystkich kupców podróżujących w kierunku Saksonii właśnie z tej drogi. Rozwój miasta zahamował jednak wielki pożar miasta z 1581 roku, w trakcie którego spłonął odbudowany dwa lata później ratusz. Ogromne zniszczenia miastu przyniosła przetaczająca się przez Śląsk w XVII wieku wojna trzydziestoletnia oraz wielki pożar w 1651 roku. Wojenna rywalizacja pomiędzy protestantami i katolikami o władzę nad cesarstwem doprowadziła do ponownego przekazania w 1653 roku kościoła parafialnego w ręce katolików. Spotkało się to z oporem mieszkańców i protestanckiej rady miejskiej – efektem sprzeciwu była odgórna wymiana składu rady na katolików. W 1707 roku chojnowski kościół powrócił w ręce protestantów, natomiast w 1740 roku miasto wraz z większością obszaru Ślaska przeszło pod panowanie pruskiego i protestanckiego państwa Hohenzollernów.

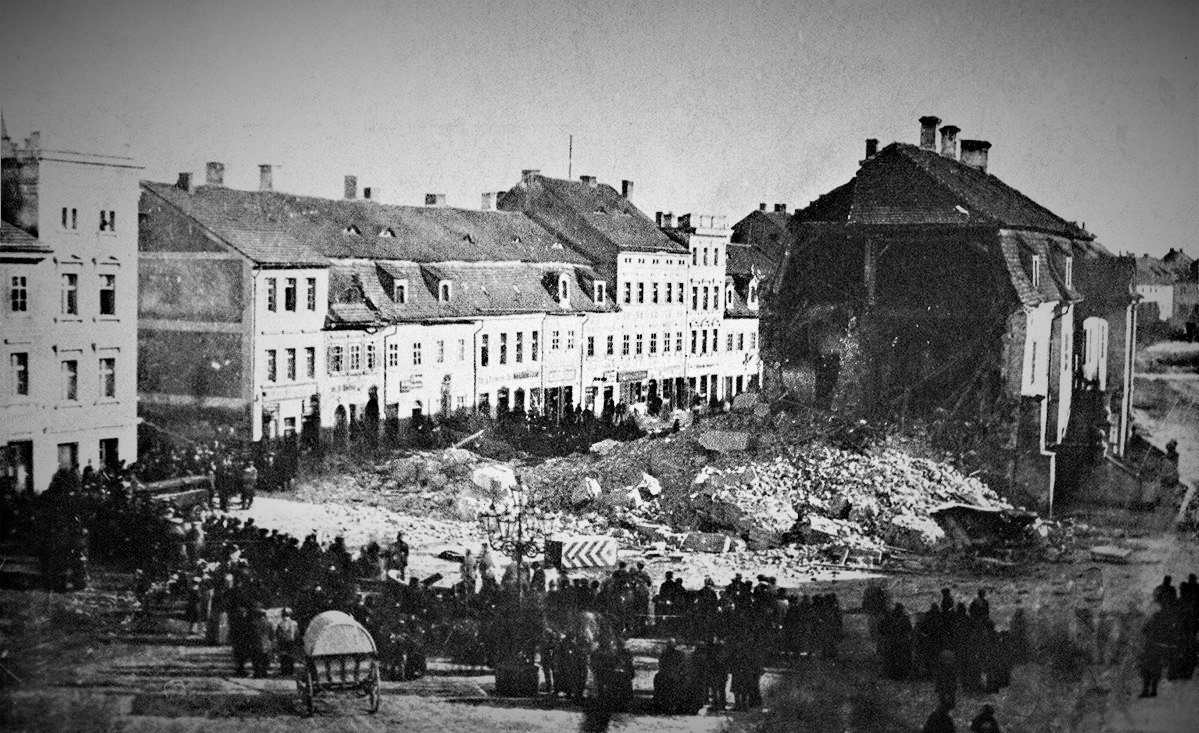
1875: Mieszkańcy Chojnowa zgromadzeni wokół zawalonej wieży ratusza

Pruska dominacja nad Chojnowem na krótki czas zakończyła się wraz z wkroczeniem w 1807 roku do miasta wojsk francuskich. Okres wojen napoleońskich to czas wyjątkowo burzliwy dla Chojnowa. Miejscowa ludność była wielokrotnie dręczona uciążliwymi kwaterunkami i rekwizycjami; miasto było narażone na przemarsze wojsk i kontrybucje związane ze stacjonowaniem armii w mieście. W okresie wojen Chojnów trzykrotnie odwiedzał Napoleon Bonaparte, w 1813 roku w mieście pojawiali się także król Fryderyk Wilhelm II oraz car Aleksander I. Istotnym wydarzeniem z tamtego okresu dla miasta była tzw. Bitwa pod Chojnowem, w której wojska napoleońskie starły się z armią pruską. Druga połowa XIX wieku przebiegła pod znakiem wzmożonego procesu industrializacji. Istotnym czynnikiem dla rozwoju miasta było poprowadzenie linii kolejowej łączącej Wrocław z Bolesławcem. Rozwój przemysłu przyczynił się do rozbudowy i zmiany sylwetki miasta. W okresie tym powstały między innymi: wodociągi, sieć gazowa, oświetlenie ulic, szpital, nowe szkoły czy też miejska kasa oszczędnościowa. Systematyczny rozwój zakłócały jednak wydarzenia takie jak: epidemia cholery w 1849 roku, katastrofa wieży ratusza w 1875 roku, czy też wielka powódź w 1888 roku. W 1867 uruchomiono gazownię miejską, a w 1912 elektrownię.
Niemiecką władzę w Chojnowie przerwała w 1945 operacja dolnośląska Armii Czerwonej, po przełamaniu obrony wojsk niemieckich 4 Armią Pancerną. Po walkach z oddziałami niemieckimi miasto zostało zdobyte 10 lutego 1945 przez wojska z 3 Gwardyjskiej Armii Pancernej oraz wojska 52 Armii należące do 1 Frontu Ukraińskiego.
W wyniku działań wojennych zniszczeniu uległo 30% miejskiej zabudowy. W rezultacie ustaleń między zwycięskimi mocarstwami, miasto przekazano Polsce. Ludność niemiecka została wysiedlona za Odrę i Nysę Łużycką, a do Chojnowa zaczęli napływać polscy osadnicy. Miasto przez krótki czas określano jako Gajewicko. Ostatecznie jednak w 1946 roku przyjęto historycznie bardziej uzasadnioną staropolską postać Hajnów czyli Chojnów. Pierwszym polskim burmistrzem Chojnowa został w maju 1945 roku Alfred Żydek. Wraz z zakończeniem wojny przystąpiono do tworzenia polskiej administracji i szkolnictwa, oraz odbudowy przemysłu.

## Zabytki

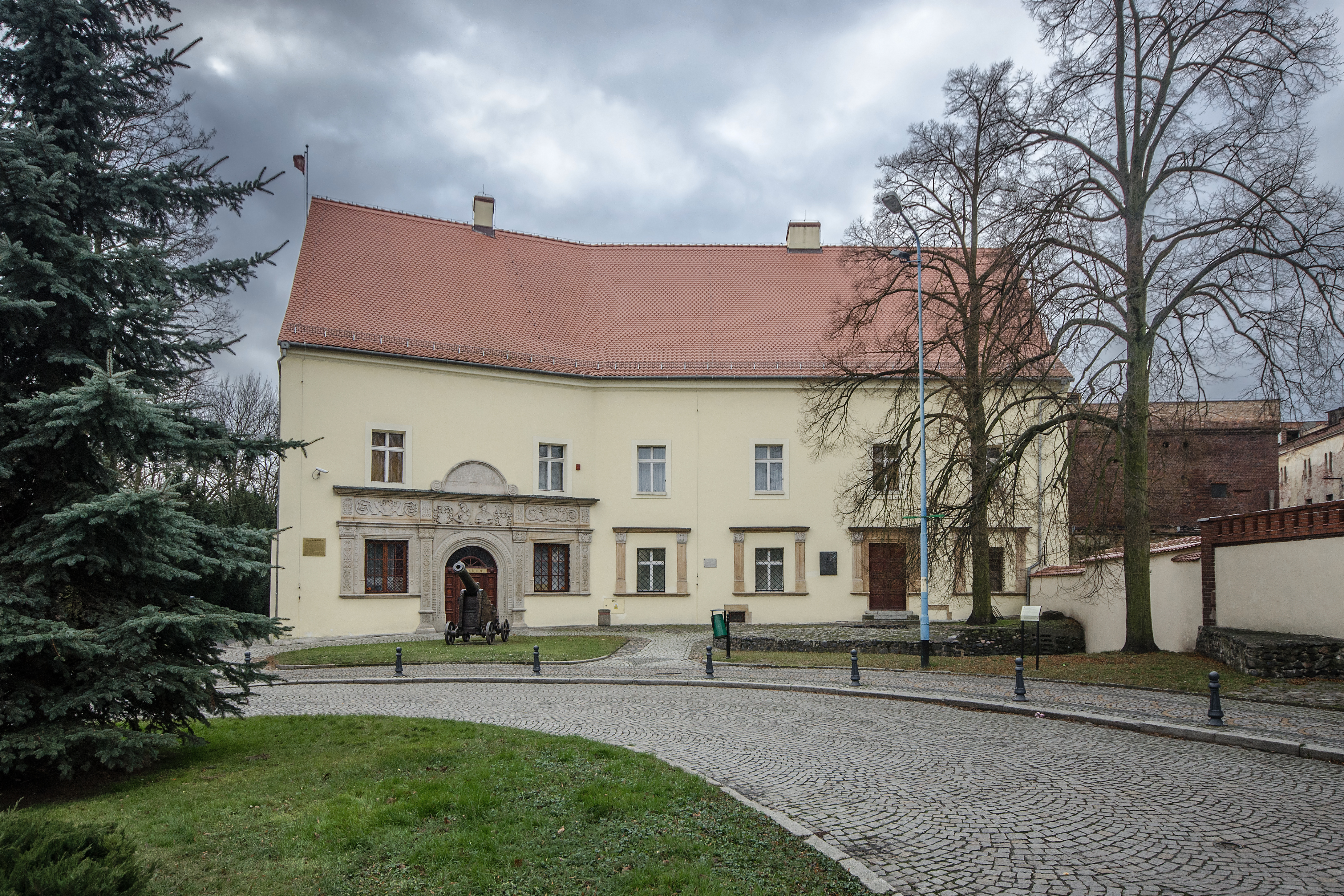
Zamek Piastowski

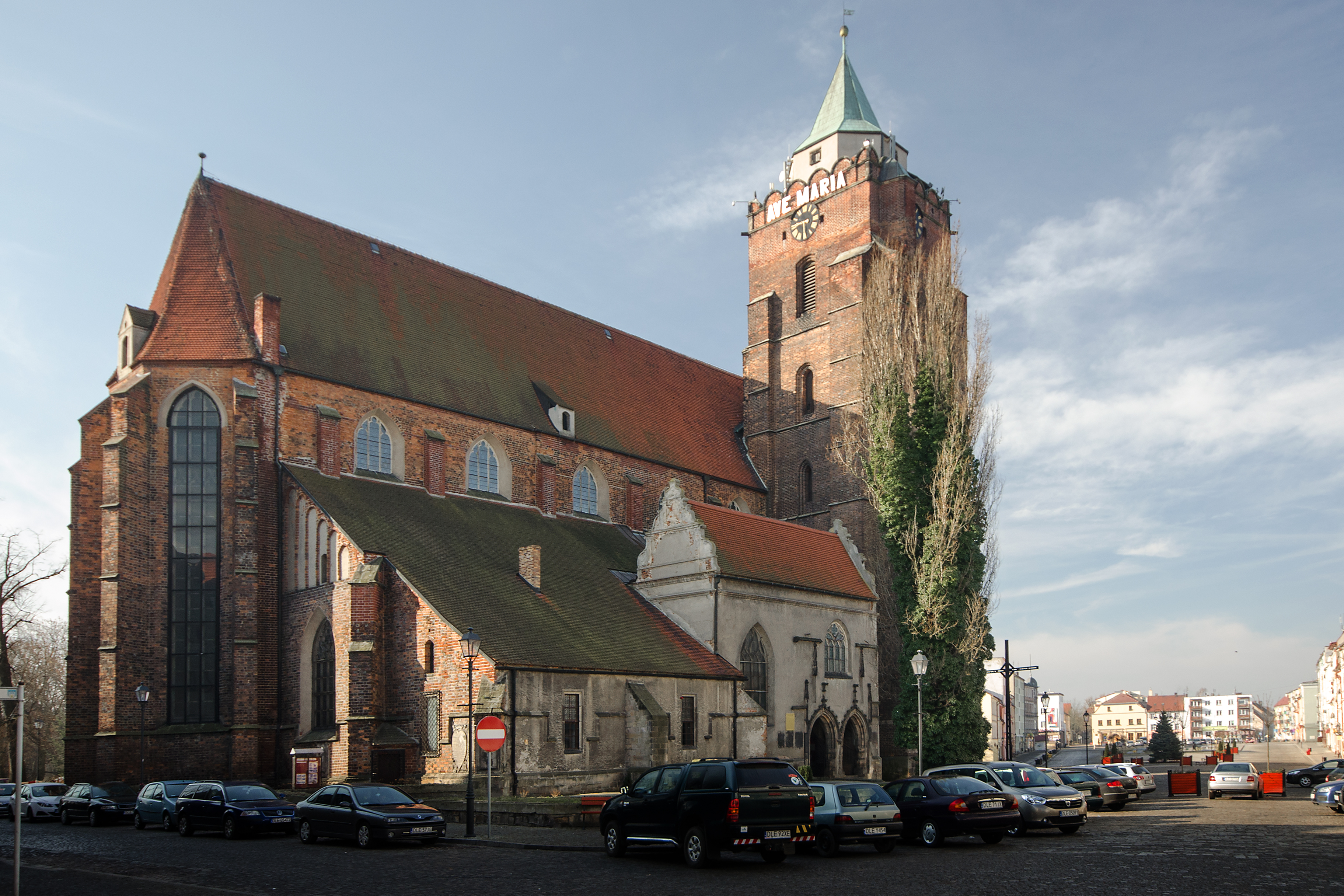
Kościół par. pw. św. Piotra i Pawła

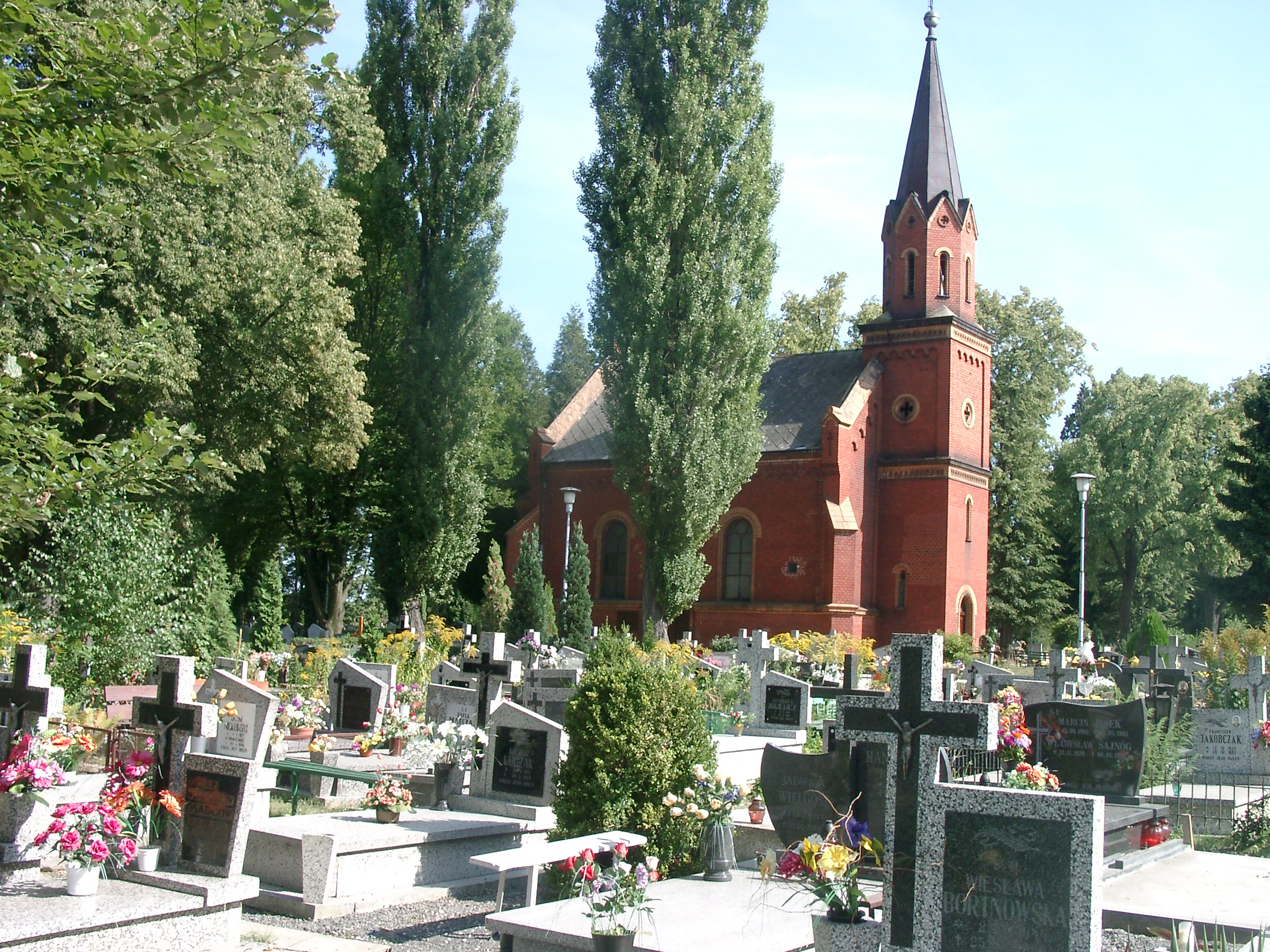
Kaplica na cmentarzu

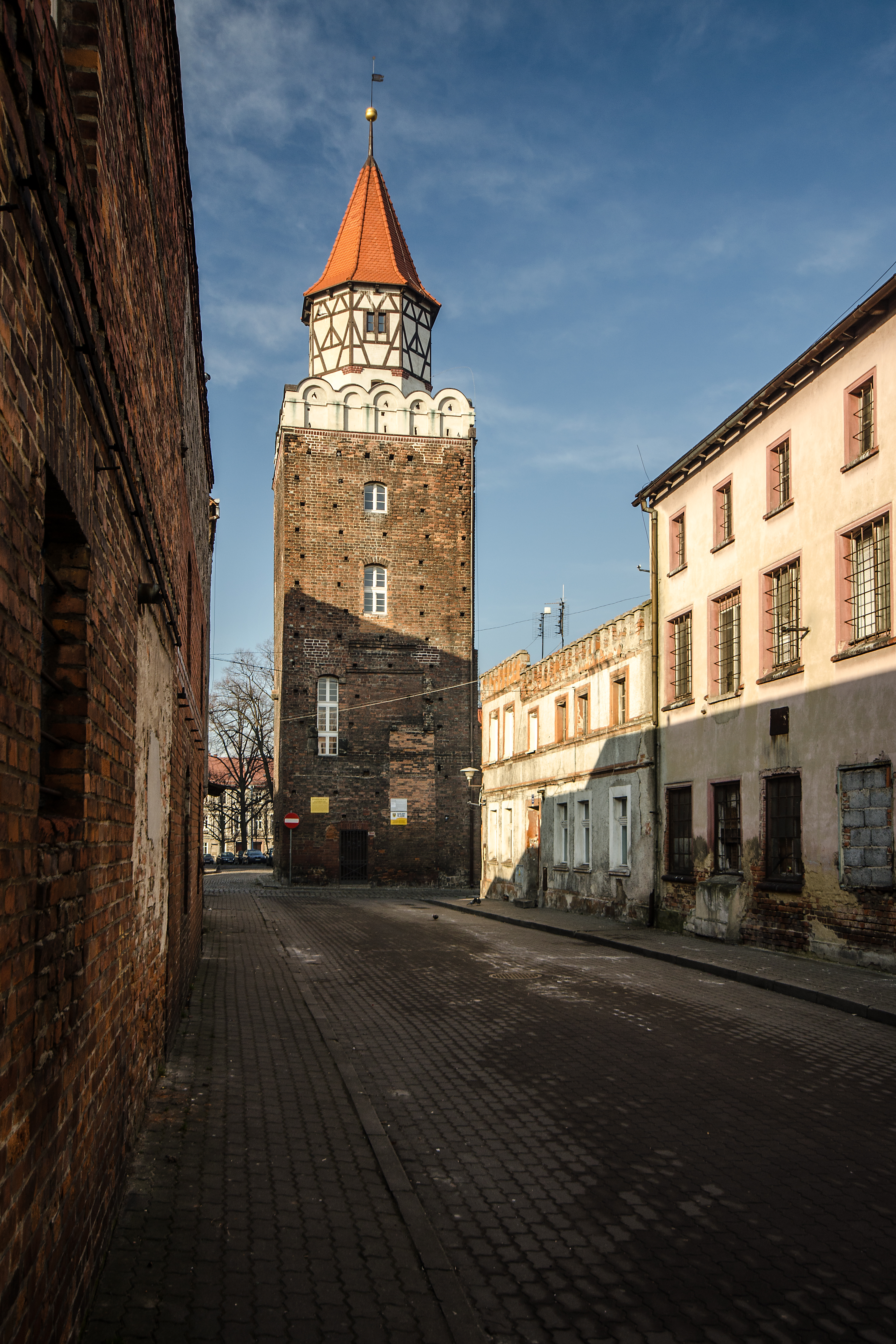
Baszta tkaczy w Chojnowie

Do wojewódzkiego rejestru zabytków wpisane są obiekty:
- ośrodek historyczny miasta
- kościół par. pw. Niepokalanego Poczęcia NMP („mały kościół”), zbudowany w l. 1909–1911, ul. Dąbrowskiego 17
- kościół ewangelicki pw. Panny Marii, obecnie rzym.-kat. kościół par. pw. św. Piotra i Pawła („duży kościół”), Rynek 1, zbudowany w XIV w., XV w., 1659 r., 1857 r., największy kościół w mieście
- zamek piastowski, obecnie Muzeum Regionalne, pl. Zamkowy, zbudowany w drugiej połowie XIII w., wielokrotnie przebudowywany: w XIV/XV w., 1546 r., k. XVIII w., poł. XX w.
- pozostałości obwarowań miejskich, ul. Lubińska, z pierwszej poł. XIV-XVI, XX w.:
  - Baszta Tkaczy (Tkacka), zbudowana ok. 1400 r. stanowiła niegdyś część umocnień miejskich. W 1572 została rozbudowana, a w 1749 gruntownie odrestaurowana[30]
- fragmenty pierścienia murów miejskich, wzniesione w I poł. XIV w., po rozbiórce w XVIII i XIX w. zachowane jedynie fragmentarycznie
- park-planty miejskie, z XIX w.
- zespół dworca PKP, pl. Dworcowy, z 1908 r.:
  - dworzec kolejowy – wzniesiony w 1909 r., jedyny dworzec w mieście
  - budka zawiadowcy stacji
  - dwie nastawnie
  - dwa pomieszczenia zawiadowców na I peronie
  - dwie wiaty peronowe, drewn.
- dawna plebania, ul. Głowackiego 1, z XVIII w., XIX w.
- dom (przy murach obronnych), ul. Grottgera 1, z XVIII w.
- pałac, ul. Piotrowicka 2 (d. Bolesławiecka 14), z 1739 r., pocz. XX w.; XVIII-wieczny budynek rezydencjonalny, wybudowany obok drogi na Piotrowice i Bolesławiec
- dom – kamienica Schrama, Rynek 20 (d. 43), z 1544 r., k. XIX w.
- dom, Rynek 29 (d.27), z 1768 r., k. XIX w.
- dom, Rynek 31 (d.65), z XVIII w., k. XIX w.
- d. plebania – dom parafialny, ul. Ściegiennego 4, z drugiej poł. XV w., 1717 r., 1820 r. najstarszy mieszkalny budynek miasta, z zachowanymi cennymi wnętrzami (wypis z księgi rejestru)
- zespół cukrowni, z 1882 r., l. 1910–35:
  - produktownia
  - surownia
  - wieża wodna
  - turbinownia
  - magazyn cukru
  - willa dyrektora

inne zabytki
- szereg budynków użyteczności publicznej z II poł. XIX w. i pierwszej poł. XX w.
- osiedle mieszkaniowe z l. 1920–1924 projektu Ernsta Maya

### Rynek
Chojnowski rynek jest rzadkim na Śląsku przykładem nieregularnego placu powstałego z rozszerzenia głównej drogi handlowej. Kształtem przypomina on rozciągnięty trójkąt o wymiarach 60x300 m (jeden z najdłuższych na Śląsku), na którego ostrym (wschodnim) końcu znajduje się kościół św. Piotra i Pawła, dominujący nad placem.

### Place i skwery
- Plac Konstytucji 3 maja – plac położony między ulicami Jarosława Dąbrowskiego, J. U. Niemcewicza i Tkacką
- Plac Zamkowy – zlokalizowany w sąsiedztwie Rynku. Znajduje się przy nim Zamek oraz Urząd miasta, a od 2006 r. budynek biblioteki miejskiej.
- Plac Dworcowy – położony przy dworcu PKP. Znajduje się na nim dworzec PKS, oraz postój taksówek.

### Pomniki
- Pomnik na Placu Dworcowym – wysoki pomnik z fontanną, górna część pomnika została usunięta po II wojnie światowej i jest przechowywana w ogrodzie koło zamku. Obecnie stoi tam tylko fontanna. Na ul. Chmielnej znajduje się obelisk poświęcony poległym na frontach, zamordowanych w obozach i łagrach oraz zesłańcom na Sybir.

## Przyroda
W mieście znajdują się dwa parki:

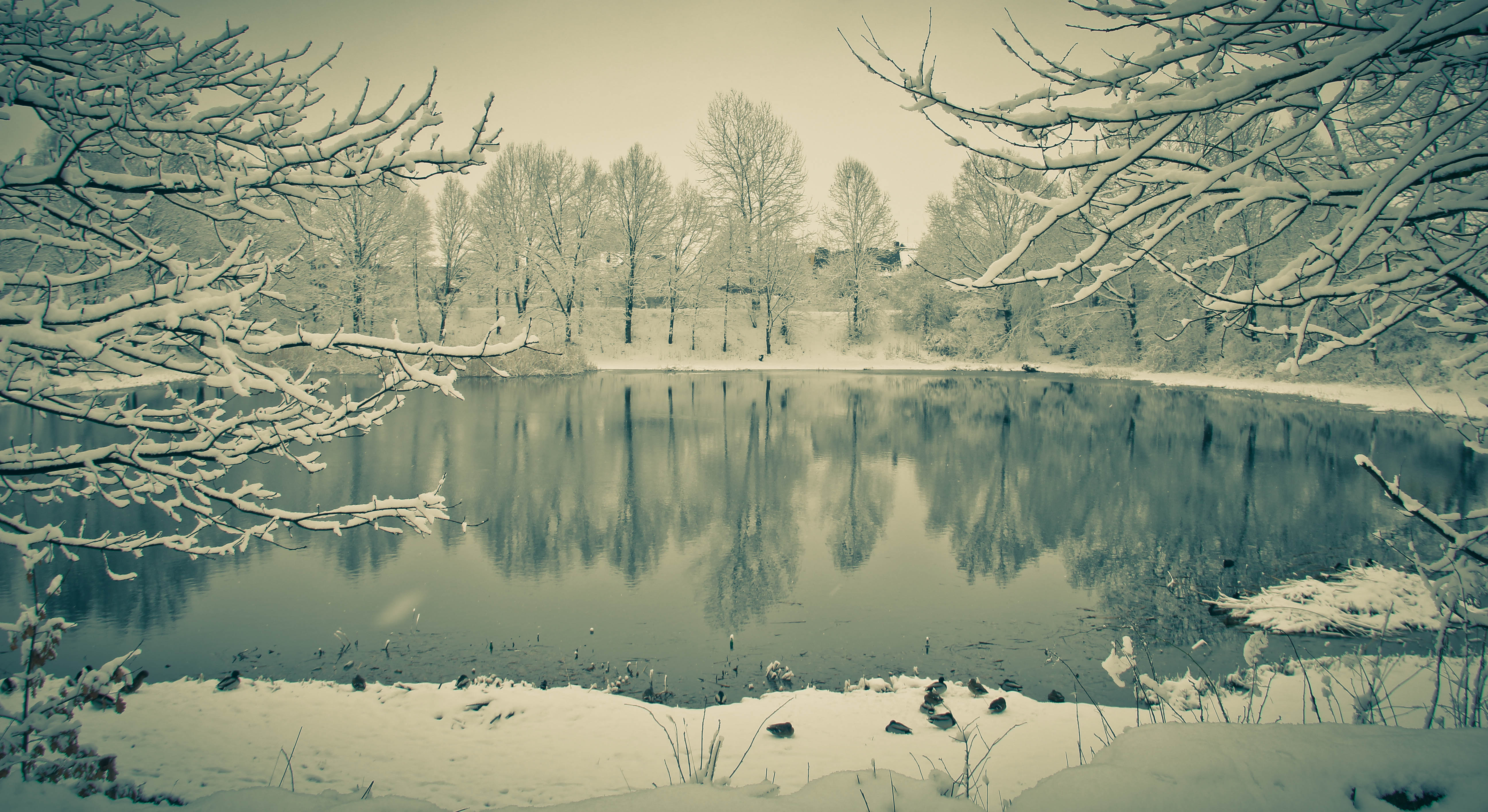
Łabędzi Staw (Staw Miejski)

- Park Piastowski – największy w mieście, położony szycie i zboczach Wzgórza Chmielowego, w południowej części miasta między ulicami Jana Kilińskiego i Parkową. Założenie parkowe powstało w 1885 roku z inicjatywy burmistrza Richarda Müllera, według projektu Eduarda Petzolda. Na terenie parku zlokalizowana jest wzniesiona w 1915 roku wieża ciśnień.

- Park Śródmiejski – drugi co do wielkości park w Chojnowie, który powstał w miejscu dawnych fortyfikacji miejskich. Położony jest on w centrum miasta nad Skorą.

Inne miejsca przyrodnicze:
- Staw Miejski – położony jest w północnej części miasta niedaleko linii kolejowej. Obecnie jest zarządzany przez Polski Związek Wędkarski.

- Morskie Oko – mały okrągły staw, położony w południowej części miasta wśród budynków mieszkaniowych. Powstał w miejscu kamieniołomu bazaltu, który używany był do budowy murów obronnych miasta pod koniec XIV w.[31] Obecnie Morskie Oko zajmuje jedynie fragment pierwotnego wykopu.

### Pomniki przyrody
Największe skupisko prawnie chronionych tworów przyrody w Chojnowie stanowi Park Śródmiejski, na terenie którego znajduje się 15 drzew uznanych za pomniki przyrody.
Jednym z najciekawszych drzew na terenie Parku Śródmiejskiego jest „Siedmiu Wspaniałych” – grupa siedmiu zrośniętych ze sobą grabów pospolitych, wznoszących się na wysokość 19 metrów. Obwody poszczególnych grabów mieszczą się w przedziale od 66 do 146 cm. Drzewo zostało uznane za jeden z najciekawszych pomników przyrody Dolnego Śląska w plebiscycie Radia Wrocław, organizowanym w 2016 roku.

## Demografia
Według danych z 30 czerwca 2015 roku, liczba mieszkańców Chojnowa wynosiła 13 631 osób, co czyniło go największym miastem powiatu legnickiego i 27. miastem województwa dolnośląskiego. Biorąc pod uwagę dane z 31 marca 2011 roku można zaobserwować systematyczne zmniejszanie się liczby mieszkańców Chojnowa, która wówczas wynosiła 14 367 osób. Powierzchnia gminy miejskiej wynosi zaledwie 5,32 km², co czyni z Chojnowa jedno z sześciu najmniejszych miast w województwie pod tym względem i zarazem powoduje wysoką gęstość zaludnienia – 2543 os./km² (pod tym względem Chojnów zajmuje 24. miejsce w całej Polsce).

### Mężczyźni i kobiety wg funkcjonalnych grup wieku, 2023[45]
| Grupa wiekowa | Mężczyźni (liczba) | Kobiety (liczba) |
| ------------- | ------------------ | ---------------- |
| 0-15          | 882                | 875              |
| 16-19         | 205                | 199              |
| 20-24         | 232                | 238              |
| 25-34         | 713                | 627              |
| 35-44         | 1036               | 997              |
| 45-54         | 806                | 814              |
| 55-64         | 796                | 992              |
| 65+           | 1167               | 1728             |

### Religia

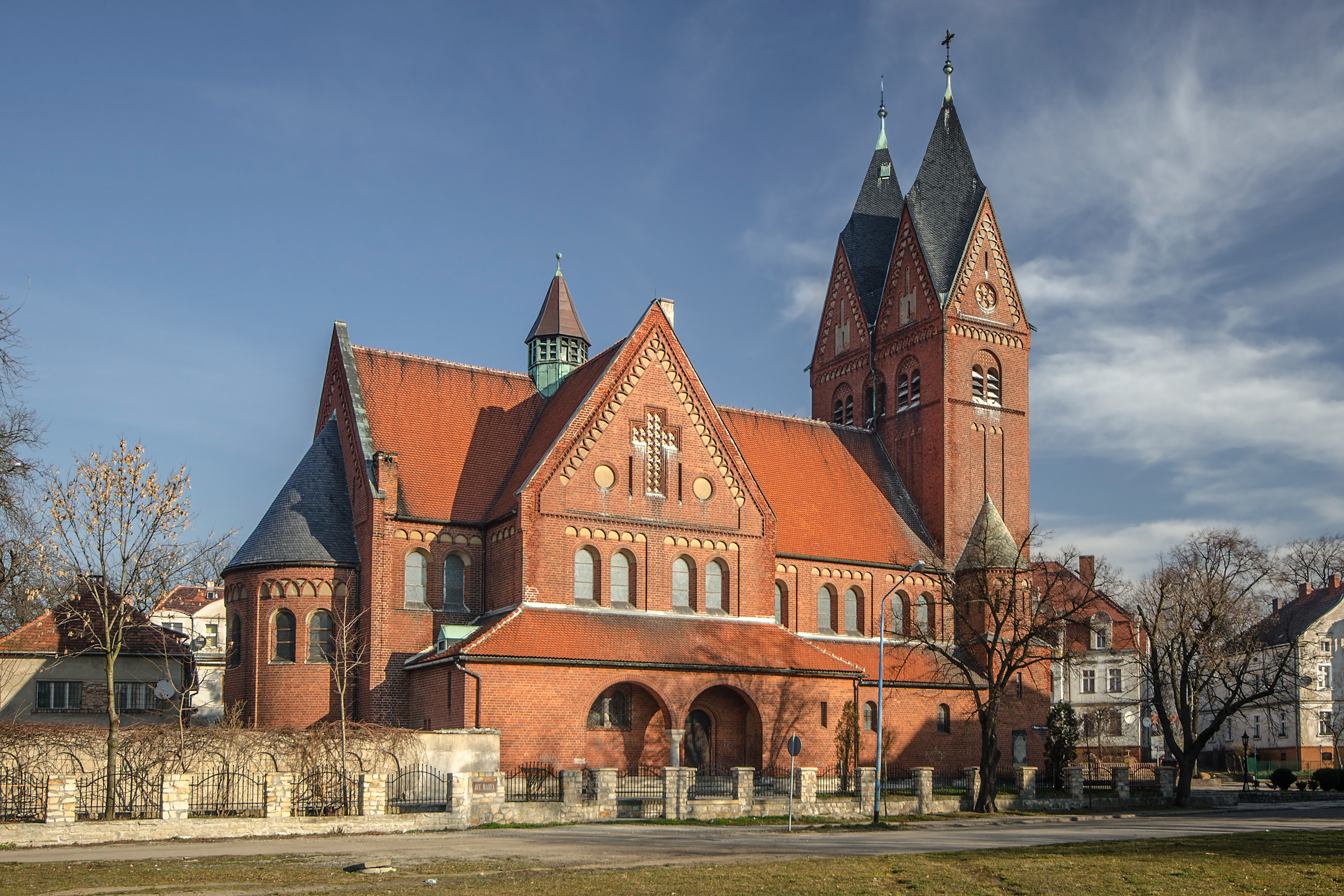
Kościół Niepokalanego Poczęcia Najświętszej Maryi Panny

Od 1945 roku zdecydowaną większość wśród mieszkańców Chojnowa stanowią katolicy. Na terenie miasta funkcjonują dwie parafie kościoła rzymskokatolickiego – Świętych Apostołów Piotra i Pawła oraz Niepokalanego Poczęcia Najświętszej Maryi Panny. Obydwie parafie podlegają Dekanatowi Chojnów, będącym jednostką organizacyjną diecezji legnickiej.
Chojnowskim parafiom podlegają dwie świątynie położone na terenie miasta, są to: Kościół Świętych Apostołów Piotra i Pawła oraz Kościół Niepokalanego Poczęcia Najświętszej Maryi Panny.
Działalność religijną w Chojnowie prowadzą dwa Zbory Świadków Jehowy – Chojnów-Centrum, Chojnów-Południe – z Salą Królestwa.
Do 1945 roku najliczniejszą grupą wyznaniową byli ewangelicy. Według danych statystycznych z 1939 roku w Chojnowie zamieszkiwało 9389 ewangelików, co stanowiło ponad 84% populacji miasta. Protestanci dysponowali wówczas największą świątynią w mieście – Kościołem Maryi Panny na Rynku, który przeszedł w ich ręce w 1535 roku, dwanaście lat po przejściu na luteranizm księcia legnickiego Fryderyka II. Liczba katolików w 1939 roku przekraczała 10% populacji Chojnowa; dysponowali oni kościołem Niepokalanego Poczęcia Najświętszej Maryi Panny, który po dziś dzień jest świątynią rzymskokatolicką.
Trzecim w kolejności wyznaniem wśród mieszkańców przedwojennego Chojnowa był judaizm. W 1939 roku Chojnów zamieszkiwało 14 Żydów – ich mała liczba była jednak związana z licznymi represjami ze strony władz niemieckich; sześć lat wcześniej w Chojnowie zameldowanych było 66 Żydów, natomiast w 1925 ich liczba przekraczała 90. Od 1893 roku na terenie miasta funkcjonowała synagoga, która została zniszczona podczas wydarzeń nocy kryształowej. Do dziś zachowała się jedynie ściana frontowa budynku, który został zaadaptowany na potrzeby sąsiedniej szkoły na salę gimnastyczną. Grupa około 100 Żydów osiedliła się w Chojnowie po II wojnie światowej; niemal wszyscy z nich wkrótce jednak wyemigrowali do nowo powstałego Państwa Izrael.

## Gospodarka
Gałęzie przemysłu dominujące w Chojnowie to: maszynowy, papierniczy, spożywczy i odzieżowy. W Chojnowie istnieje podstrefa Legnickiej Specjalnej Strefy Ekonomicznej.
W mieście znajduje się targowisko, położone przy ulicy Grodzkiej, nad brzegiem Skory.
Na terenie miasta znajdują się markety sieci Biedronka, Lidl, InterMarche, Netto, PoloMarket oraz Mrówka.

## Transport

### Transport kolejowy

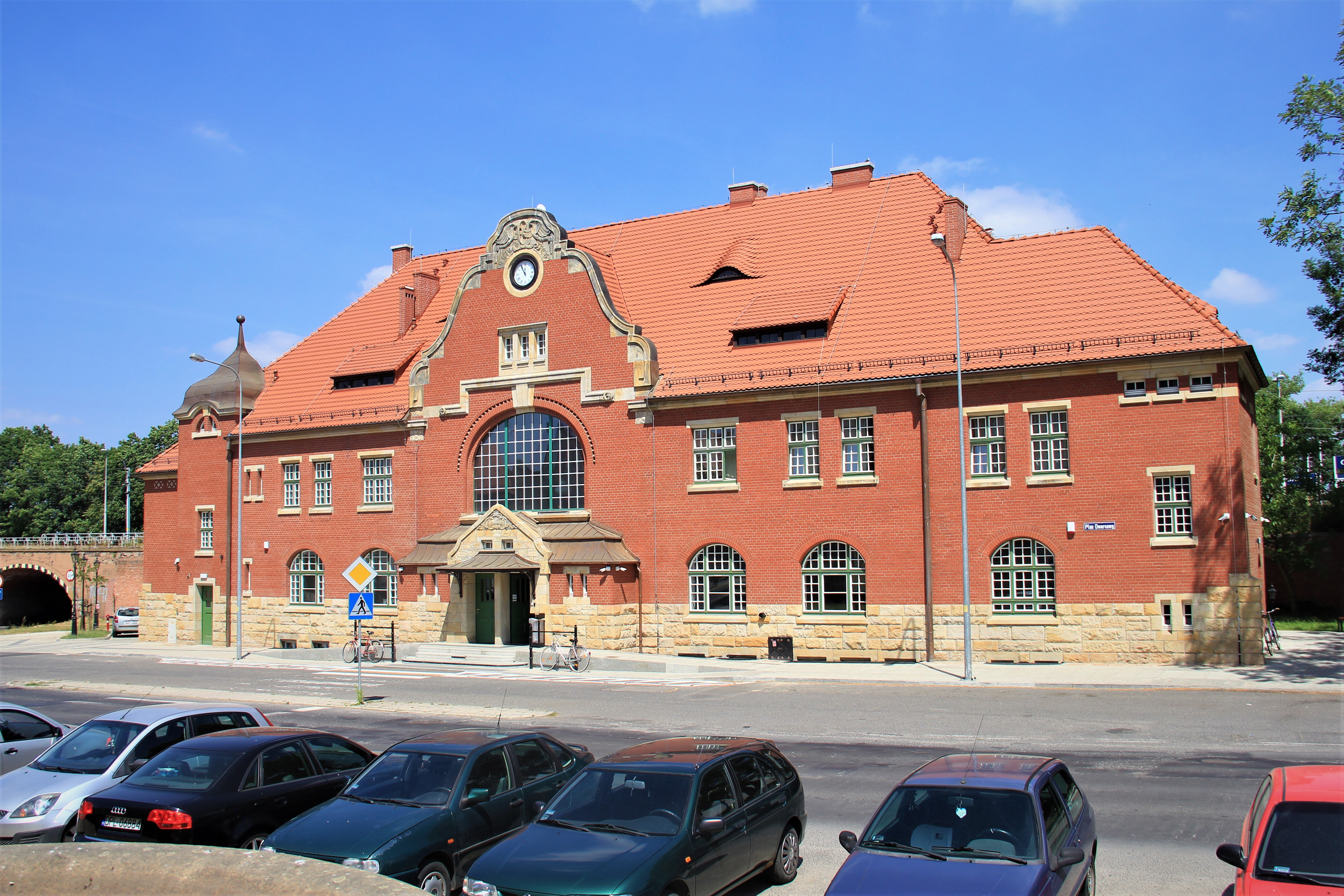
Dworzec kolejowy w Chojnowie

Linia kolejowa z Legnicy do Bolesławca przez Chojnów została zbudowana w 1845 r. Budynek obecnego dworca w Chojnowie wybudowano w 1909 r. Początkowo stacja nosiła nazwę Haynau, w 1945 r. Gajewicko, a potem już Chojnów. Obecnie dworzec kolejowy ma poczekalnię, dwie windy, dwa odrestaurowane perony oraz przejście podziemne, wyremontowane w latach 2006–2007.

### Transport drogowy
Chojnów jest dobrze ulokowany pod względem komunikacji samochodowej, znajduje się 5 kilometrów od autostrady A4 (do węzła Chojnów prowadzi od miasta Droga wojewódzka nr 328). Przez Chojnów przebiega również Droga krajowa nr 94 (Korczowa – Kraków – Wrocław – Legnica – Zgorzelec). Miasto ma też obwodnicę na południu (ulica Parkowa), omijającą miasto.

### Przewozy autobusowe
W mieście znajduje się jeden dworzec PKS przy pl. Dworcowym, ma siedem niezadaszonych peronów. Miasto ma też zajezdnię autobusową znajdującą się przy ul. Legnickiej, należącą do PKS Lubin. W Chojnowie nie ma komunikacji miejskiej. Częstym transportem do Legnicy są busy, których przystanki znajdują się na dworcu PKS.

### Mosty i kładki

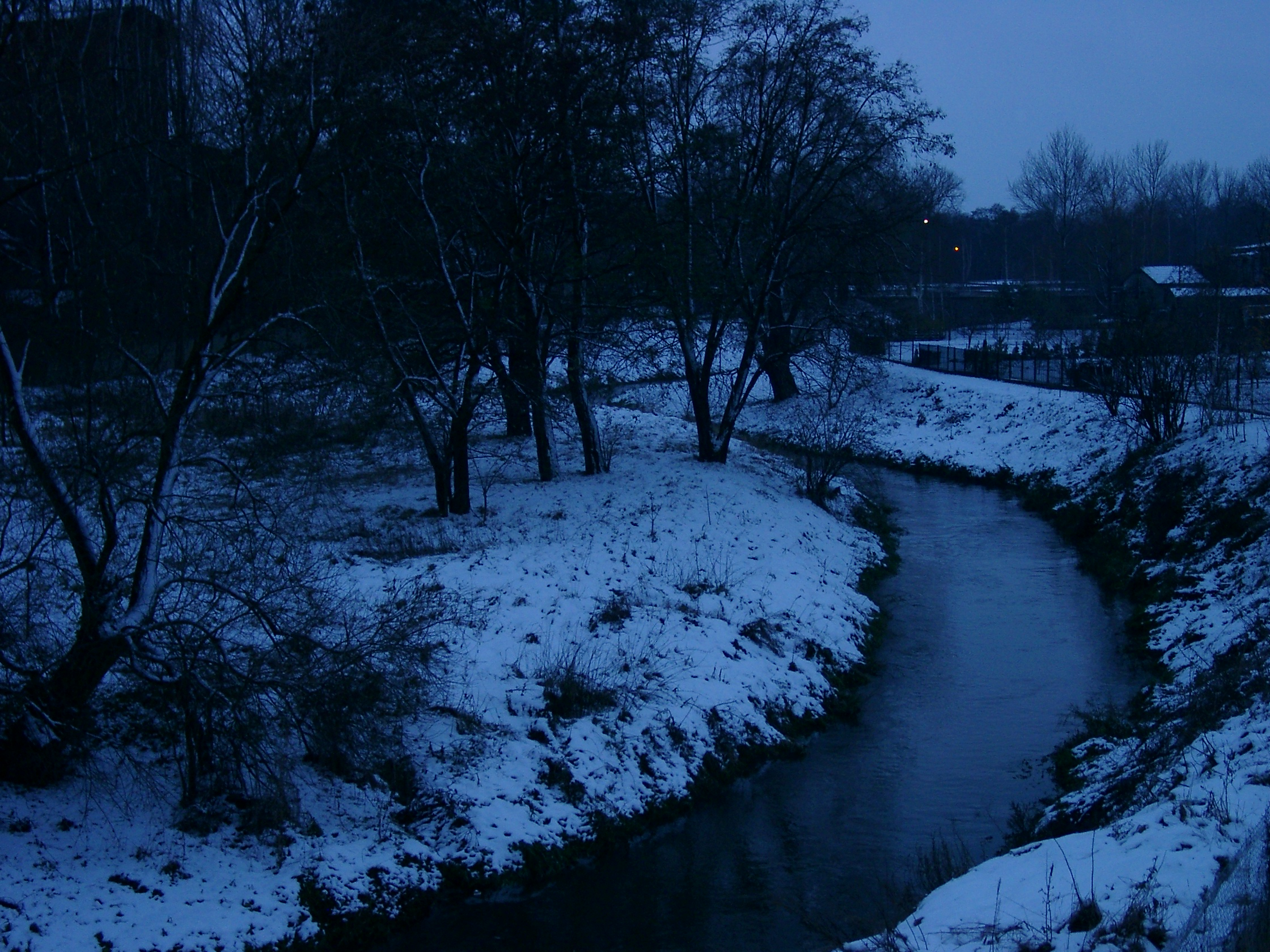
Skora

Na terenie miasta znajdują się cztery mosty i dwie kładki dla pieszych nad rzeką Skorą:
- Most przy ul. Parkowej, znajduje się tuż przy zakręcie na ul. Złotoryjską, największy i najszerszy most nad Skorą, niedaleko znajduje się też most nad Młynówką.
- Most przy ul. Złotoryjskiej, nieużywany i nieprzejezdny most. Znajduje się przy zakręcie na ul. Parkową. Niedługo będzie remontowany.
- Most przy ul. Wolności (Biały Most), najstarszy most łączący Stare Miasto z Nowym Miastem. Dawniej drewniany, obecnie betonowy, pomalowany na biało.
- Most przy ul. Legnickiej, położony jest niedaleko kładki dla pieszych przy ul. Brzozowej, na drodze prowadzącej do Legnicy.
- Kładka dla pieszych przy ul. Grodzkiej, przejście łączące targowisko miejskie z okolicami Szkoły Podstawowej nr 4.
- Kładka dla pieszych przy ul. Brzozowej wybudowana w 2014 r. – zastąpiła nieistniejący już „złamany most”.

Oprócz wyżej wymienionych w mieście jest jeden most nad rzeką Młynówką.

## Opieka zdrowotna
Do 2000 r. w Chojnowie działał szpital na końcu ulicy Szpitalnej, który został wybudowany w XIX w.

## Kultura

### Placówki kulturalne

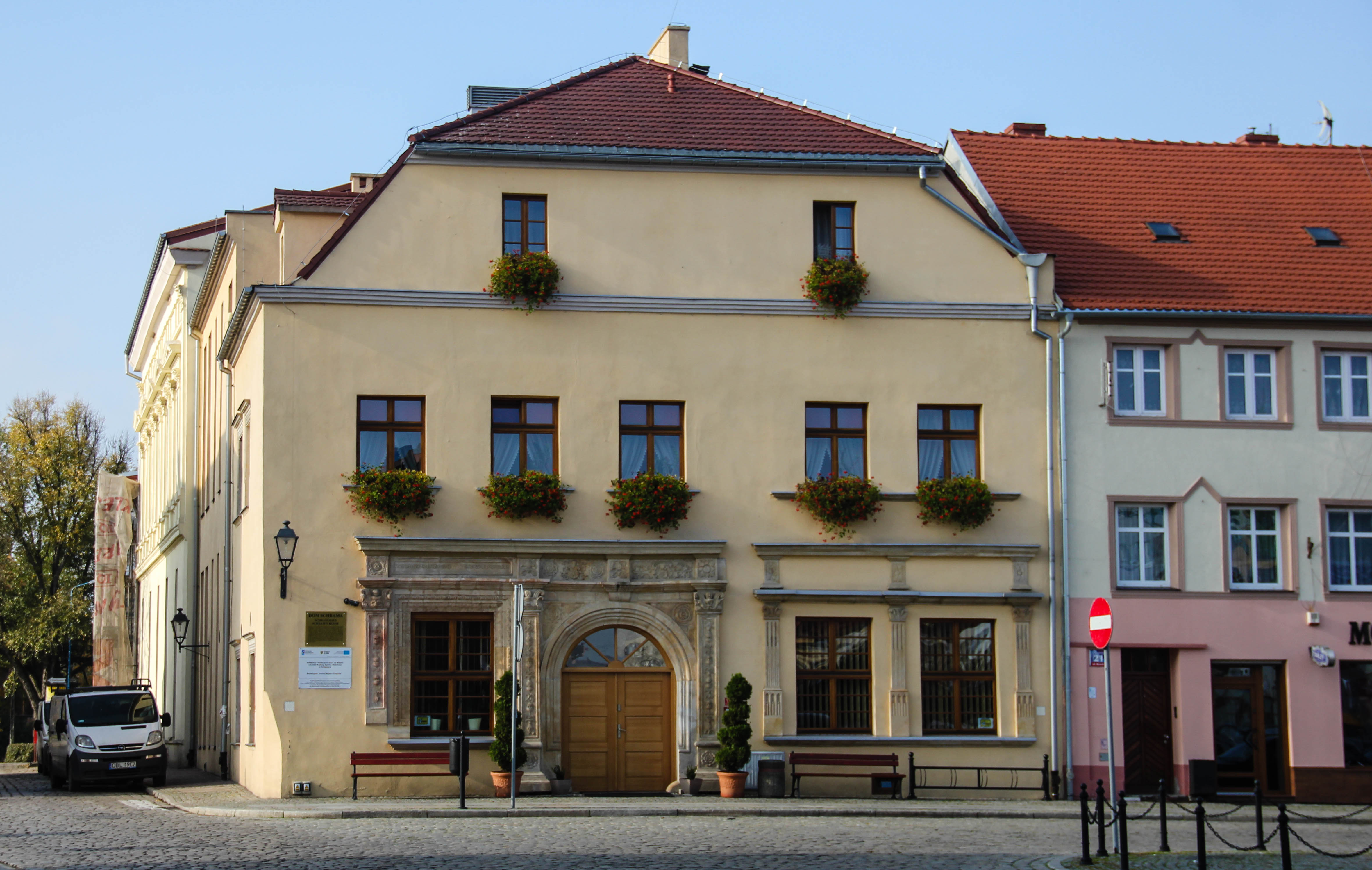
Dom Schrama

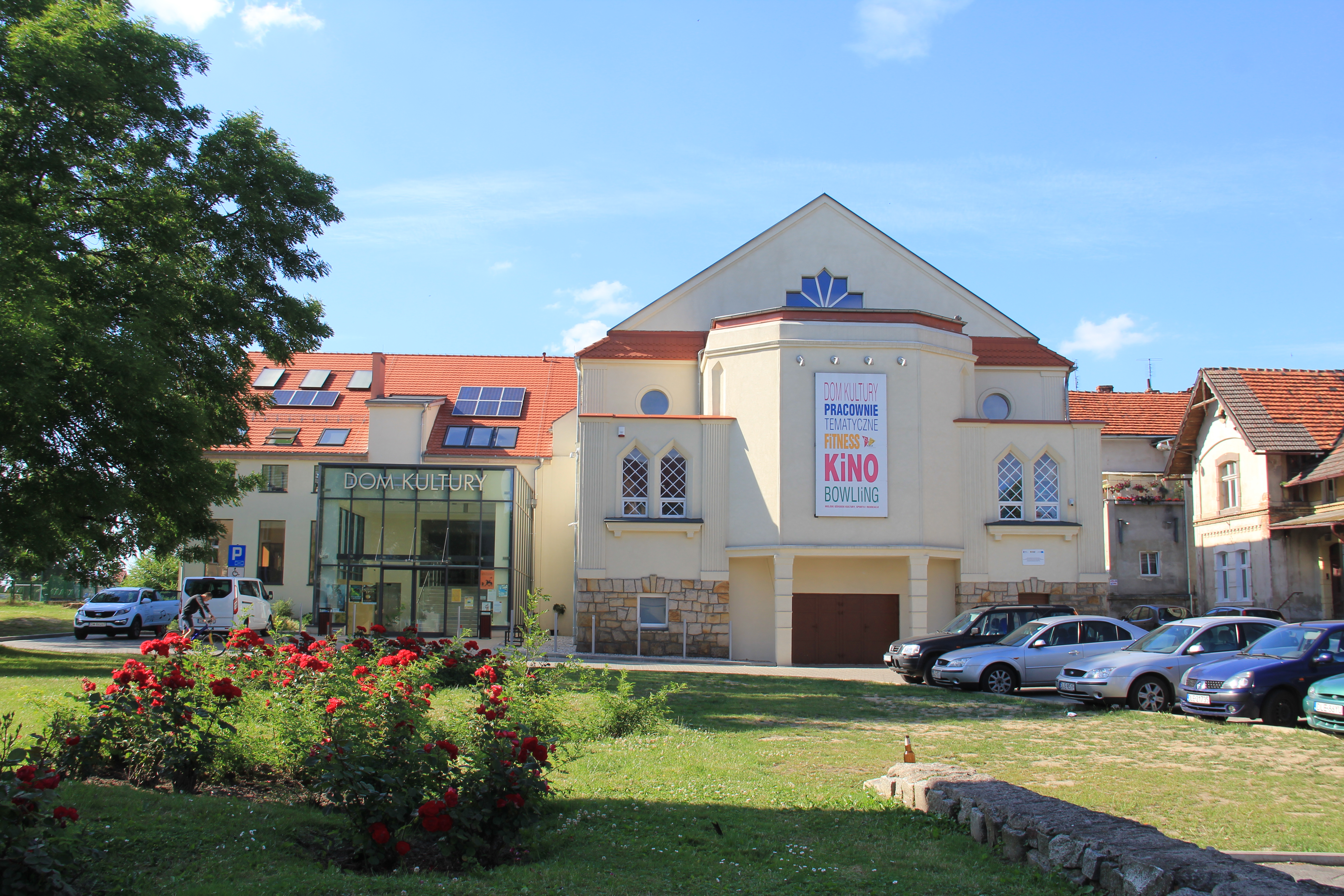
Dom Kultury

Miejską instytucją powołaną w celu prowadzenia usług dla ludności w zakresie kultury jest Miejski Ośrodek Kultury, Sportu i Rekreacji. Instytucja ta powstała w 2008 roku na bazie Miejskiego Ośrodka Kultury. Siedzibą MOKSiRu jest budynek Domu Kultury przy ulicy Stanisława Małachowskiego. Wśród statutowych zadań placówki znajduje się między innymi: organizacja imprez kulturalnych i rekreacyjnych integrujących społeczeństwo miasta, organizowanie różnych usług dla ludności w zakresie kultury, sportu i rekreacji czy też tworzenie warunków dla rozwoju amatorskiego ruchu w dziedzinie kultury, sportu i rekreacji.
Dużym impulsem dla rozwoju instytucji była gruntowna przebudowa Domu Kultury, która miała miejsce w 2015 roku. Aktualnie obiekt dysponuje między innymi klimatyzowaną sala widowiskowo-kinową z 194 miejscami siedzącymi, salą taneczną oraz licznymi pracowniami. Ponadto w obiekcie znajduje się sala fitness oraz kręgielnia. W 2016 roku Miejski Ośrodek Kultury, Sportu i Rekreacji reaktywował kino.
Miejską instytucją powołaną do gromadzenia, badania i opieki nad obiektami posiadającymi wartość historyczną i artystyczną jest Muzeum Regionalne, mieszczące się w budynkach Zamku Piastów legnicko-brzeskich oraz Baszty Tkaczy. Historia chojnowskiego muzealnictwa sięga 1906 roku, kiedy to rozpoczęto gromadzenie eksponatów i podjęto decyzję o utworzeniu muzeum, co ostatecznie nastąpiło w 1908 roku. Początkowo siedzibą instytucji była Baszta Tkaczy; w 1933 roku muzeum przeniosło się do zamku. Spośród osób zaangażowanych w tworzenie chojnowskiego muzeum należy wyróżnić chojnowskiego nauczyciela Oskara Kundta (kustosza muzeum w latach 1914–1943).
Ogromnym ciosem dla chojnowskiego muzealnictwa okazała się II wojna światowa. Przed rozpoczęciem działań wojennych lokalny zamek mógł pochwalić się ponad pięcioma tysiącami eksponatów, które po 1945 roku uległy niemal całkowitemu rozproszeniu. W 1957 roku zostało reaktywowane. Obecnie Muzeum Regionalne może pochwalić się ponad dwoma tysiącami eksponatów; wśród nich: militaria, numizmaty, medale, malarstwo, grafika, rysunki, meble, szkło, ceramika, wyroby ślusarskie i kowalskie, wyroby cynowe, dokumenty średniowieczne i nowożytne, chojnowskie akta budowlane, bogata kolekcja renesansowej kamieniarki. Za jeden z najcenniejszych zabytków chojnowskiego muzeum należą sgraffita, pochodzące z elewacji dworu Schellendorfów z Zagrodna.
Od 1949 roku w Chojnowie działa Miejska Biblioteka Publiczna. Przez większą część historii jej siedzibą był Dom Kapłana; w 2006 roku instytucja przeniosła się do Centrum Edukacyjnego przy placu Zamkowym. Biblioteka dzieli się na dwa działy – dla dzieci i młodzieży oraz dla dorosłych. W zbiorach biblioteki aktualnie znajduje się ponad 35 tysięcy woluminów. Przy miejskiej MBP działa Dyskusyjny Klub Książki oraz założona w 2007 roku Galeria Młodych, której celem jest rozwijanie twórczości mieszkańców Chojnowa.

### Wydarzenia

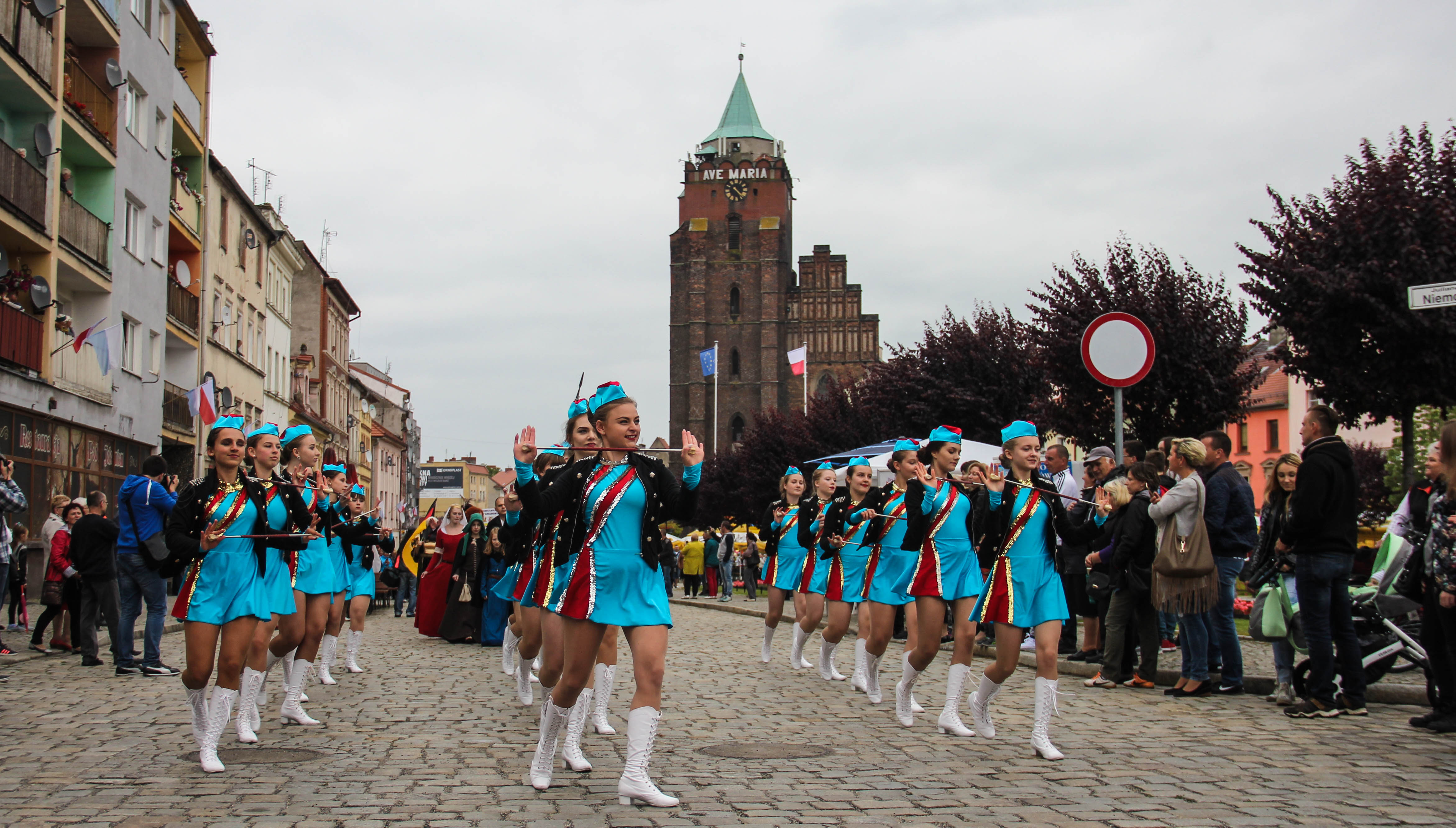
Korowód otwierający coroczne święto miasta

Największą imprezą rozrywkową organizowaną w Chojnowie są coroczne Dni Chojnowa. Dwudniowa seria koncertów organizowana jest tradycyjnie w czerwcu na chojnowskim Rynku. Dawniej koncerty w ramach Dni Chojnowa gościły także w Parku Śródmiejskim, Parku Piastowskim, czy na terenach rekreacyjnych przy stadionie KS Chojnowianki. Od wielu lat wydarzenie rozpoczyna tzw. Barwny Korowód, w którym udział biorą mieszkańcy Chojnowa. Wśród gwiazd Dni Chojnowa znaleźli się m.in.: Halina Mlynkova, Robert Janowski, Pectus, happysad, Raz, Dwa, Trzy, Shakin' Dudi czy też Paweł Kukiz i Piersi.
Od 2002 roku Dniom Chojnowa towarzyszy Festiwal Tkactwa i Rękodzieła Artystycznego. Wydarzenie to rokrocznie jest okazją do zaprezentowania swoich pasji i zdolności przez lokalnych artystów. Kiermasz nawiązuje bezpośrednio do tkackich tradycji Chojnowa. Na miejscu oprócz wyrobów tkackich zakupić można także: ceramikę, biżuterię, wiklinę, szkło, malarstwo, miody i wyroby z wosku, czy też zioła.
Od 1999 roku Miejski Dom Kultury, a następnie Miejski Ośrodek Kultury, Sportu i Rekreacji jest organizatorem Ogólnopolskiego Turnieju Zespołów Tanecznych „Stonoga”, który odbywa się tradycyjnie w czerwcu w sali widowiskowej Domu Kultury. Impreza rokrocznie gromadzi zespoły taneczne z całej Polski (w głównej mierze są to jednak ekipy z terenu województwa dolnośląskiego i lubuskiego). Na liście triumfatorów turnieju zapisały się także ekipy z Chojnowa – Karambol oraz Brooklyn. Innymi znaczącymi w regionie imprezami organizowaną przez chojnowski MOKSiR są Ogólnopolski Konkurs Piosenki „Rozśpiewane Nutki” oraz Przegląd Teatralny „Silebia”.
Wśród imprez o charakterze lokalnym wartymi odnotowania są: konkurs piosenki przedszkolnej „Bambiniada” (odbywający się często w ramach Dni Chojnowa), jarmarki bożonarodzeniowe, koncerty noworoczne organizowane przez chojnowski chór Skoranta, koncerty z cyklu „Muzyka w Rynku”, festyny organizowane w ramach różnych świąt, Chojnowskie Dyktando, Chojnowska Jesień z Muzyką Dawną, czy koncerty lokalnych artystów organizowane w Domu Kultury. Dużą rolę w życiu kulturalnym Chojnowa pełnią wystawy czasowe organizowane przez Miejską Bibliotekę Publiczną, Muzeum Regionalne, czy też Miejski Ośrodek Kultury, Sportu i Rekreacji, w ramach których najczęściej prezentowane są dzieła chojnowskich twórców (którzy w przeważającej mierze zrzeszeni są w działającej przy MOKSiR Gildii Artystów Chojnowa).
Z imprez historycznych, które odbywały się w Chojnowie i okolicach do rangi kultowej urosły Młodzieżowe Spotkania Młodych. Kilkudniowy festiwal powstał dzięki zaangażowaniu osób związanych z Domem Kultury w Chojnowie. Początkowo koncerty odbywały się w pobliskich Rokitkach; ostatnia, największa edycja (w 1988 roku) odbyła się na Stadionie Miejskim w Chojnowie. MSM stanowiła w pewnym sensie alternatywę dla zawieszonego w stanie wojennym Festiwalu w Jarocinie. Jednym z zespołów, które na chojnowskim festiwalu stawiały swoje pierwsze kroki na scenie była warszawska grupa Closterkeller.

### Media
Historia lokalnych mediów sięga 1833 roku. Wówczas w niedalekim Lwówku Śląskim wydrukowany został pierwszy numer tygodnika „Beiträge zur Unterhaltung und Aufheiterung”. Treść pisma skupiała się na życiu towarzyskim i społecznym mieszkańców miasta i regionu z całkowitym pominięciem tematów politycznych. Wydawcą i redaktorem tygodnika był kupiec Edward Fisher. Pismo po niecałym roku pracy zawiesiło działalność.
Kolejnym dziełem Edwarda Fishera był tygodnik „Haynauer Stadtblatt”. Jego pierwszy numer ukazał się 3 lipca 1839 roku. Początkowo tygodnik drukowany był w Legnicy, natomiast od 1845 w Chojnowie. Początki pisma przypadały na okres zaostrzonej cenzury w Prusach, przez co tygodnik nie publikował treści o tematyce politycznej. W 1859 roku gazeta wraz z drukarnią przeszły na własność współpracownika Fishera – C.O. Raupbacha. W ciągu kolejnych dziesięcioleci „Haynauer Stadtblatt” dało się poznać jako pismo reprezentujące polityczne stanowisko liberałów. Zmiana nastąpiła dopiero po przejęciu władzy w Niemczech przez NSDAP, kiedy to podobnie jak niemal wszystkie niemieckie gazety zaczęła służyć rządzącemu reżimowi. Pismo zawiesiło swoją działalność wraz z końcem niemieckiego panowania nad Chojnowem.

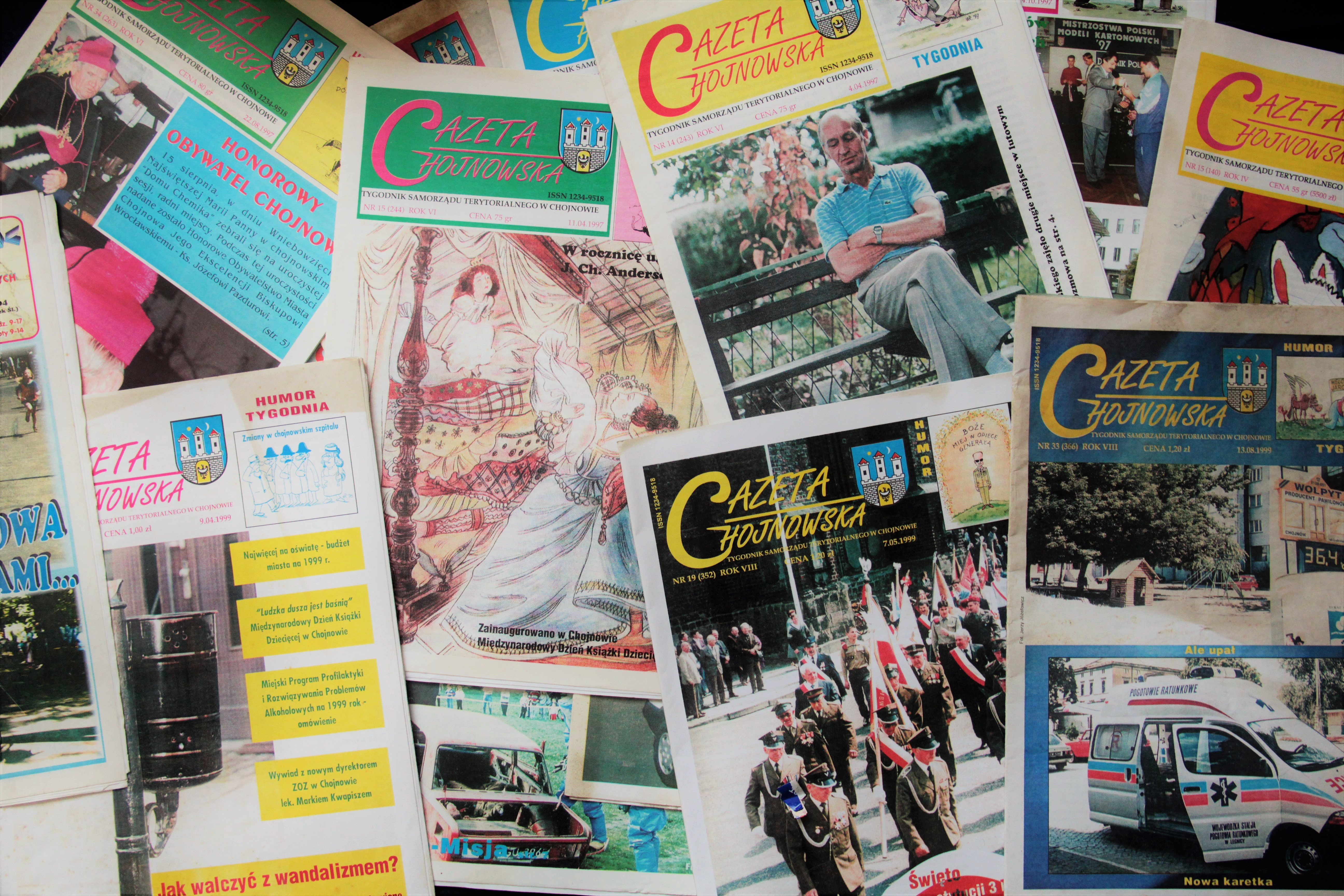
Archiwalne numery Gazety Chojnowskiej z lat 90. XX wieku

W 1992 roku ukazał się pierwszy numer „Gazety Chojnowskiej”, ówcześnie Miesięcznika Samorządu Terytorialnego w Chojnowie, pod redakcją Stanisława Horodeckiego. Przez lata pismo zmieniało częstotliwość wydawania, stając się tygodnikiem, a później dwutygodnikiem. Obecnie „Gazeta Chojnowska” jest jedynym pismem lokalnym wydawanym w formie drukowanej. Jako gazeta samorządu terytorialnego zajmuje się również promocją Chojnowa oraz inicjatyw Urzędu Miejskiego i podległych mu jednostek.
Wraz z rosnącą rolą sieci komputerowej, zadania lokalnych mediów zaczęły przejmować portale internetowe. Najstarszym z nich był e-informator – pierwszy regionalny portal miasta Chojnowa. E-informator został przekształcony w stronę chojnow.eu – oficjalny serwis internetowy miasta Chojnów. Na stronie znajdują się wszystkie informacje dotyczące miasta, a są to m.in. tematy inwestycji, szkolnictwa, promocji czy istotnych komunikatów. W 2019 roku portal chojnow.eu odwiedziło 116.650 osób, z tego 93% to były odwiedziny z Polski. Obok oficjalnej strony chojnow.eu funkcjonuje w Chojnowie Portal informacyjny miasta i gminy Chojnów – chojnow.pl, który przeobraził się w typowy portal informacyjny w 2011 roku, wcześniej pełniąc funkcję strony promującej miasto. Obecnie jest to jedno ze źródeł informacji w Chojnowie, nie będące w jakikolwiek sposób związane z samorządem terytorialnym.

## Edukacja

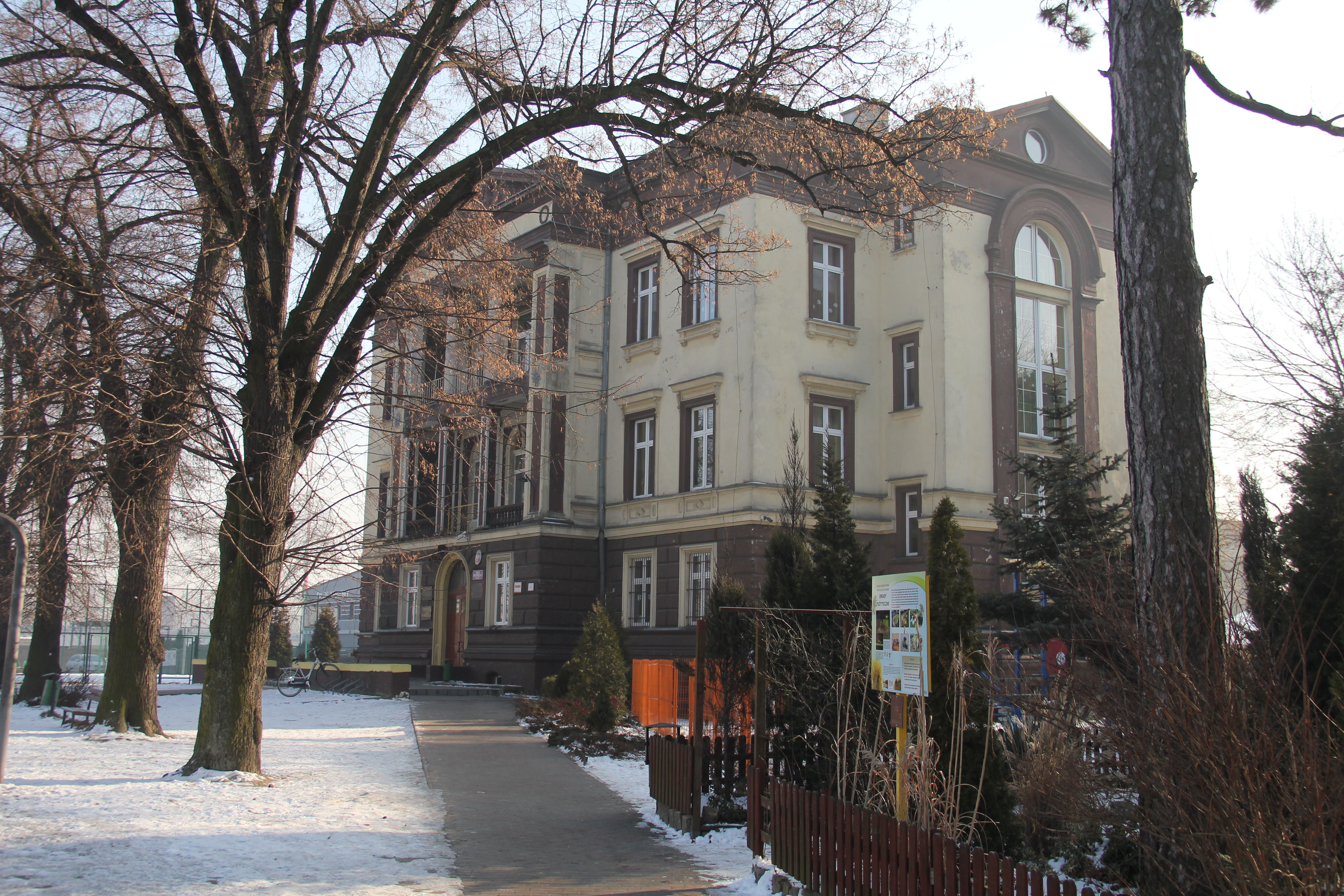
Stary budynek Szkoły Podstawowej nr 3 im. Marii Konopnickiej

Najstarszą istniejącą szkołą pierwszego etapu zorganizowanej edukacji w Chojnowie jest Szkoła Podstawowa nr 3. Historia placówki sięga 1962 roku; ówcześnie była to trzecia już szkoła podstawowa w mieście. Na pierwszego kierownika i organizatora placówki powołano Edmunda Borutę. Od początku istnienia szkoła mieści się w położonym w północnej części miasta dawnym budynku mieszkalnym i administracyjnym o charakterze willowym, zbudowanym na początku lat 80. XIX wieku, dla właściciela wytwórni rękawiczek Wirbla. Od roku szkolnego 1991/1992 szkoła nosi imię polskiej pisarki Marii Konopnickiej. Współcześnie placówka zatrudnia ponad 30 nauczycieli; w placówce uczy się ponad 300 uczniów, pochodzących w głównej mierze z północnej części miasta. Szkoła posiada 13 sal lekcyjnych, bibliotekę, czytelnię, dwie pracownie komputerowe, dwie małe sale gimnastyczne oraz świetlicę.
Drugą istniejącą współcześnie placówką pierwszego etapu edukacji jest Szkoła Podstawowa nr 4. Jej historia sięga 1986 roku; powstanie placówki związane było z budową w południowej części miasta nowego osiedla mieszkaniowego. Od początku istnienia do teraz jest to największa szkoła w Chojnowie. Pierwszym dyrektorem placówki został Andrzej Przybysz. Od 1991 roku szkoła nosi imię pedagoga Janusza Korczaka; w tym samym roku szkoła wzbogaciła się o dużą salę gimnastyczną i boiska sportowe, a w latach kolejnych o pracownie komputerowe. W 2010 roku przy szkole uruchomiono Basen Miejski. Obecnie do placówki uczęszcza ponad 650 uczniów, pochodzących w głównej mierze z południowej części miasta; szkoła zatrudnia ponad 50 nauczycieli.

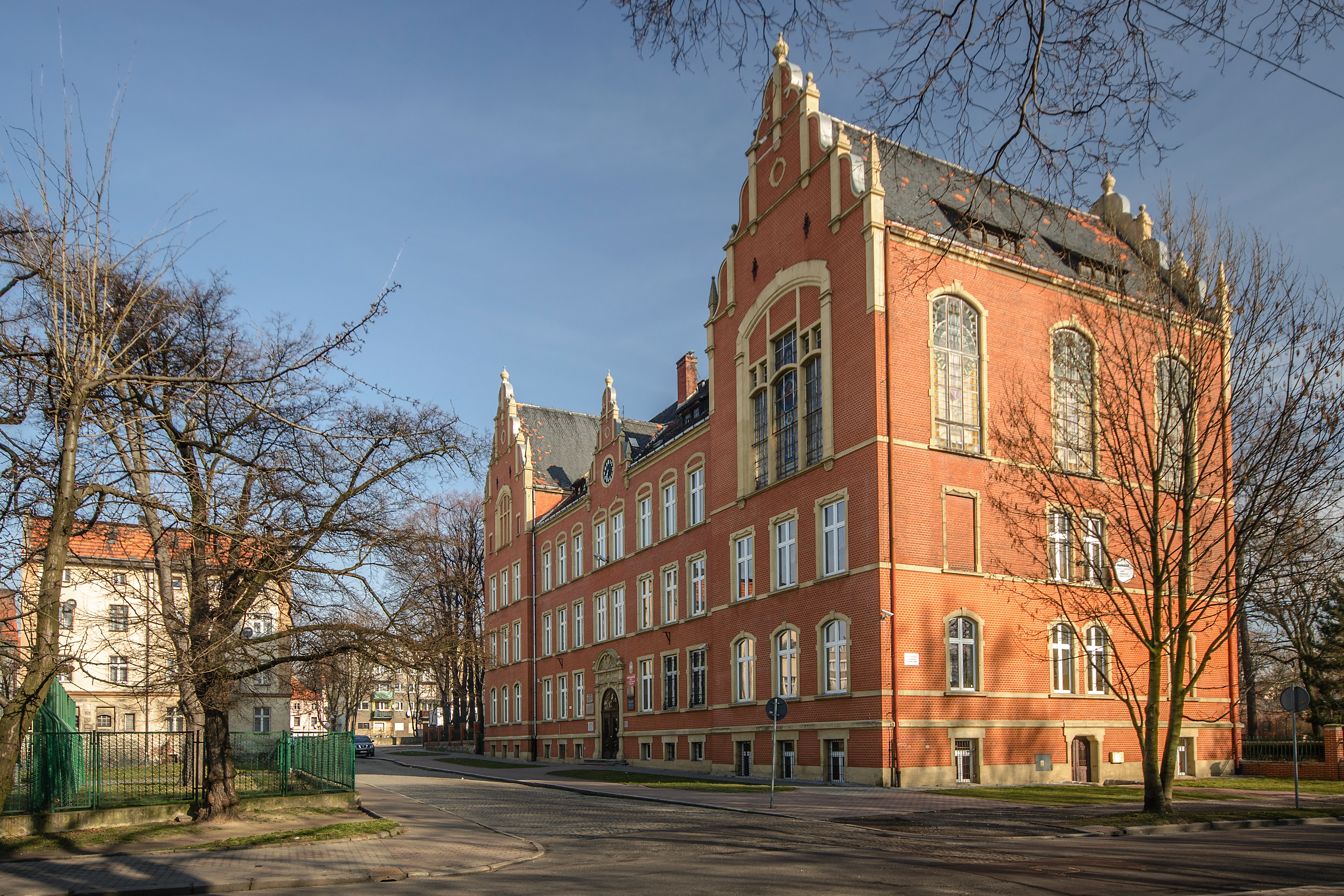
Gimnazjum nr 2 im. Mikołaja Kopernika

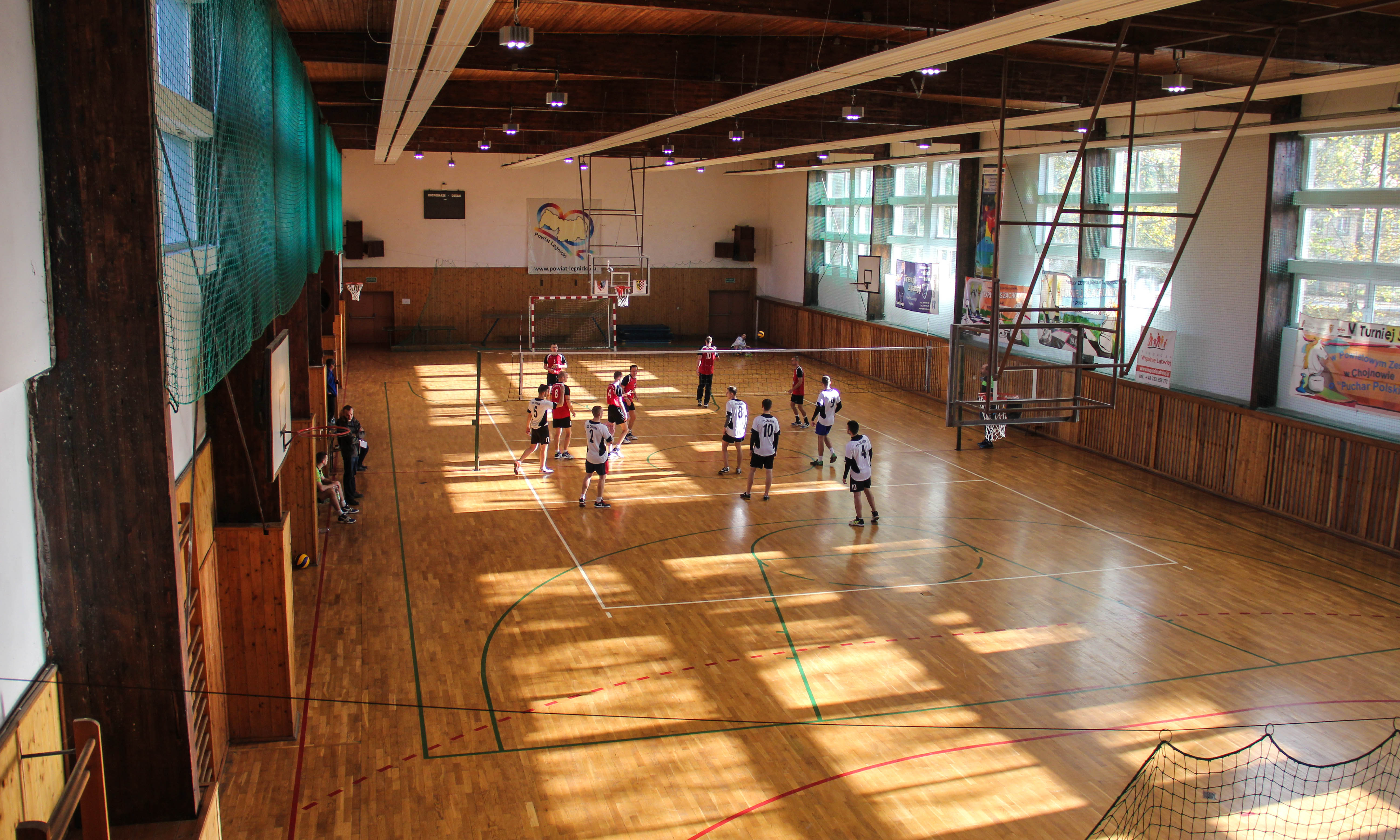
Wnętrze hali sportowej Powiatowego Zespołu Szkół

W 1999 roku w ramach reformy szkolnictwa powołano do życia Gimnazjum nr 1 oraz Gimnazjum nr 2. Pierwsza z tych szkół powstała na bazie istniejącej wcześniej Szkoły Podstawowej nr 1 im. II Armii Wojska Polskiego. Placówka mieści się w tzw. budynku Petera Gadena, wybudowanym na potrzeby chojnowskiej szkoły katolickiej. Po II wojnie szkoły na potrzeby szkolnictwa zaadaptowano także sąsiedni budynek fundacji Augusta Peipego – obydwa gmachy połączone zostały ze sobą pasażem. W 2003 roku szkole nadano imię papieża Jana Pawła II. Współcześnie Gimnazjum nr 1 dysponuje 19 salami lekcyjnymi, salą gimnastyczną, boiskiem, biblioteką, czytelnią oraz pracownią komputerową. W placówce pod okiem 32 nauczycieli kształci się ponad 250 uczniów.
Drugie z gimnazjów powstało na bazie Liceum Ogólnokształcącego im. Mikołaja Kopernika i początkowo wspólnie ze szkołą średnią i nieistniejącą już Szkołą Podstawową nr 2 tworzyło Zespół Szkół Ogólnokształcących. Szkoła odziedziczyła po liceum patrona oraz budynek przy ulicy Stanisława Konarskiego. Obecnie Gimnazjum nr 2 jest największą tego typu szkołą w Chojnowie; w placówce uczy się ponad 300 uczniów pod okiem 35 nauczycieli. Placówka dysponuje salą gimnastyczną, boiskiem, biblioteką, czytelnią oraz pracownią komputerową.
Wszystkie szkoły średnie działające w Chojnowie od 2001 roku funkcjonują w ramach Powiatowego Zespołu Szkół, który powstał w wyniku połączenia Liceum Ogólnokształcącego im. Mikołaja Kopernika, Zespołu Szkół Rolniczych im. Władysława Szafera oraz Zespołu Szkół Zawodowych im. Henryka Mierzejewskiego. Wchodzące w skład zespołu Liceum Ogólnokształcące jest najstarszą istniejącą obecnie w Chojnowie placówką oświatową – jego historia sięga 1946 roku. Początkowo siedziba szkoły mieściła się w budynku przy ulicy Stanisława Konarskiego; obecnie jej siedzibą jest budynek przy ulicy Anny i Juliusza Poźniaków, nazwanej tak dla uczczenia dwójki nauczycieli współtworzących edukację w powojennym Chojnowie. Współcześnie obok Liceum Ogólnokształcącego w skład Powiatowego Zespołu Szkół wchodzą: Technikum dla młodzieży, Zasadnicza Szkoła Zawodowa oraz Centrum Kształcenia Ustawicznego. Zespół dysponuje trzema budynkami oraz m.in. największą w mieście halą sportową.
W 2006 roku na placu Zamkowym (w miejscu dawnej Szkoły Podstawowej nr 2) oddano do użytku Centrum Edukacyjne. Do obiektu przeniesiona została siedziba Miejskiej Biblioteki Publicznej. W miejscu tym działa ponadto Społeczne Ognisko Muzycznem, stanowiące placówkę kształcenia muzycznego.
W Chojnowie funkcjonują trzy publiczne placówki przedszkolne – są to: Przedszkole nr 1, Przedszkole nr 3 oraz otwarty w 2016 roku Żłobek Miejski, będący jednym z najnowocześniejszych tego typu obiektów na Dolnym Śląsku. W Chojnowie działają także dwa niepubliczne przedszkola.

## Sport

### Infrastruktura

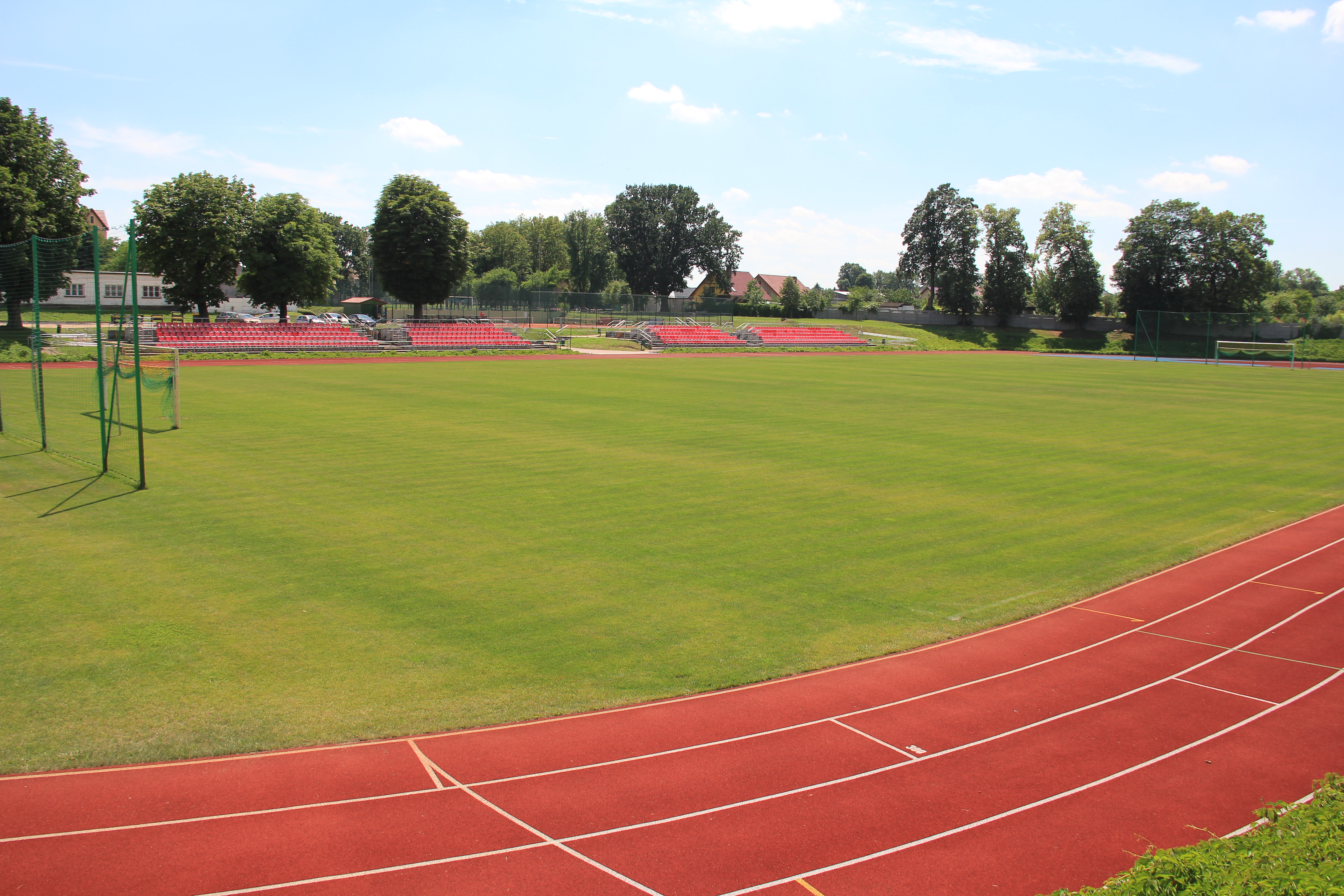
Stadion Miejski

Największy kompleks sportowy na terenie Chojnowa położony jest północnej części miasta, w sąsiedztwie Domu Kultury i składa się z: dwóch pełnowymiarowych boisk piłkarskich (z czego jedno jest częścią wielofunkcyjnego Stadionu Miejskiego), dwóch kortów tenisowych o nawierzchni ceglanej, boiska treningowego o sztucznej nawierzchni oraz plenerowej siłowni. Na stadionie swoje mecze rozgrywa lokalny klub piłkarski KS Chojnowianka. Obiekt w latach 2014–2015 roku przeszedł gruntowną przebudowę w ramach której stworzono bieżnię lekkoatletyczną z nawierzchnią poliuretanową. Trybuny Stadionu Miejskiego są w stanie pomieścić 575 osób.
W 2010 roku przy Szkole Podstawowej nr 4 otwarty został Basen Miejski. W skład obiektu wchodzą: główna niecka podzielona na 6 torów o łącznej szerokości 12.5 metra, niecka rekreacyjna z hydromasażem, gejzerem wodnym oraz sztuczną rzeką, dwie wanny jacuzzi, łaźnia rzymska oraz sauna fińska. W budynku szkoły funkcjonuje również sala do squasha.
Od 2015 roku jednym z centrów sportowych Chojnowa jest Dom Kultury, w którym znajdują się m.in.: kręgielnia oraz siłownia/sala fitness.
Na terenie miasta znajduje się także kilka siłowni plenerowych. Tego typu obiekty mieszą się w: Parku Piastowskim, kompleksie rekreacyjnym „Morskie Oko” oraz przy oddziale Powiatowego Zespołu Szkół na ulicy Wojska Polskiego.
Na terenie Parku Piastowskiego od 2008 roku działa kompleks sportowy, wybudowany w ramach programu rządowo-samorządowego Orlik 2012; w jego skład wchodzą: boisko piłkarskie o sztucznej nawierzchni (trawa) z oświetleniem oraz boisko o nawierzchni poliuretanowej. W 2015 roku przy boiskach powstał Street Workout Park, składający się z urządzeń do ćwiczeń siłowych. Sam Park Piastowski położony jest na zróżnicowanym wysokościowo terenie, co przyczynia się do uprawiania w tym miejscu m.in. biegów przełajowych czy kolarstwa górskiego. W 2016 roku przez park wytyczona została trasa biegowa.
Na infrastrukturę sportową w Chojnowie składają się także obiekty przyszkolne. Na terenie miasta działa kilka dużych sal gimnastycznych, największym tego typu obiektem, położonym przy ulicy Jana Matejki dysponuje Powiatowy Zespół Szkół. Większość szkół w mieście posiada wielofunkcyjne boiska o sztucznej nawierzchni. Największy tego typu obiekt znajduje się przy oddziale Powiatowego Zespołu Szkół na ulicy Wojska Polskiego i jest wyposażony w infrastrukturę lekkoatletyczną.

### Drużyny sportowe
Jednym z najstarszych klubów sportowych w Chojnowie jest KS Chojnowianka, reprezentująca aktualnie miasto w rozgrywkach piłkarskich. Klub powstał 1946 roku. Drużyna w swoim dorobku ma m.in. występy na boiskach III ligi (obecna II liga), czy awans do 1/16 Pucharu Polski w sezonie 1971/1972. Aktualnie pierwsza drużyna Chojnowianki swoje mecze rozgrywa w klasie okręgowej. Klub prowadzi również zespoły młodzieżowe.
Od wielu lat w Chojnowie prężnie rozwija się boks. Miasto na arenie międzynarodowej reprezentuje klub Champion Chojnów Powiat Legnicki. Wśród wychowanków klubu znajdują się m.in. Kamil Mroczkowski – mistrz Polski w boksie oraz brązowy medalista juniorskich mistrzostw Europy oraz Łukasz Niemczyk – wicemistrz Polski w boksie, uczestnik mistrzostw Europy. Klub od kilku lat corocznie jest także organizatorem charytatywnych gal bokserskich.
W 2007 roku powstał Ludowy Międzyszkolny Klub Sportowy SFORA Chojnów, prowadzący treningi taekwondo. Klub jest zrzeszony w Polskim Związku Taekwondo Olimpijskiego; zawodnicy reprezentujący miasto Chojnów w tej dyscyplinie sportu mają na swoim koncie medale zmagań na arenie krajowej oraz zagranicznej.
Na arenie krajowej Chojnów reprezentują także kluby kolarskie – Uczniowski Klub Kolarski Sigo-Gim1, działający przy Gimnazjum nr 1 oraz Uczniowski Klub Kolarski Stowarzyszenie ORIENS Chojnów, funkcjonujący przy Gimnazjum nr 2.

## Polityka i administracja

### Samorząd terytorialny

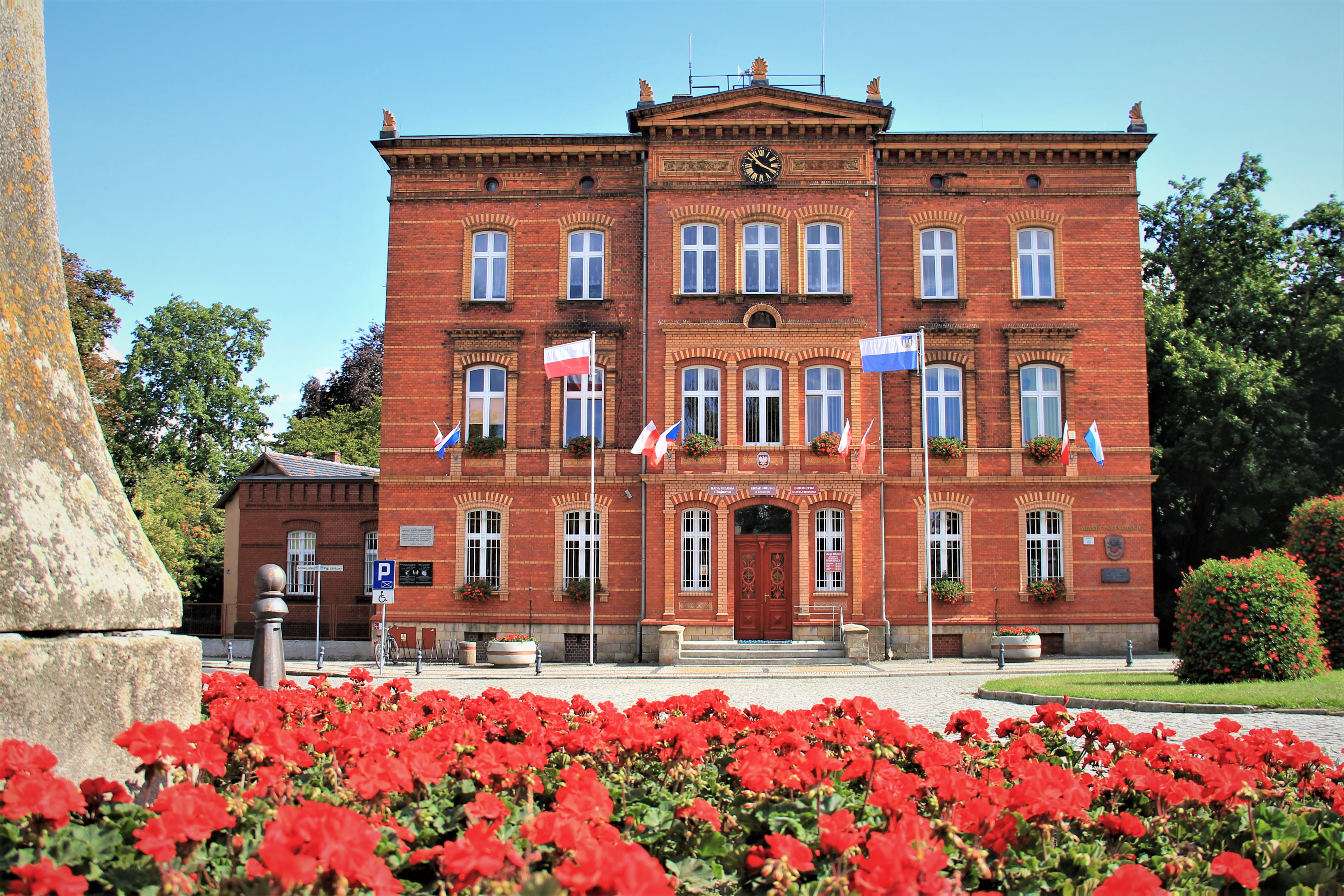
Ratusz

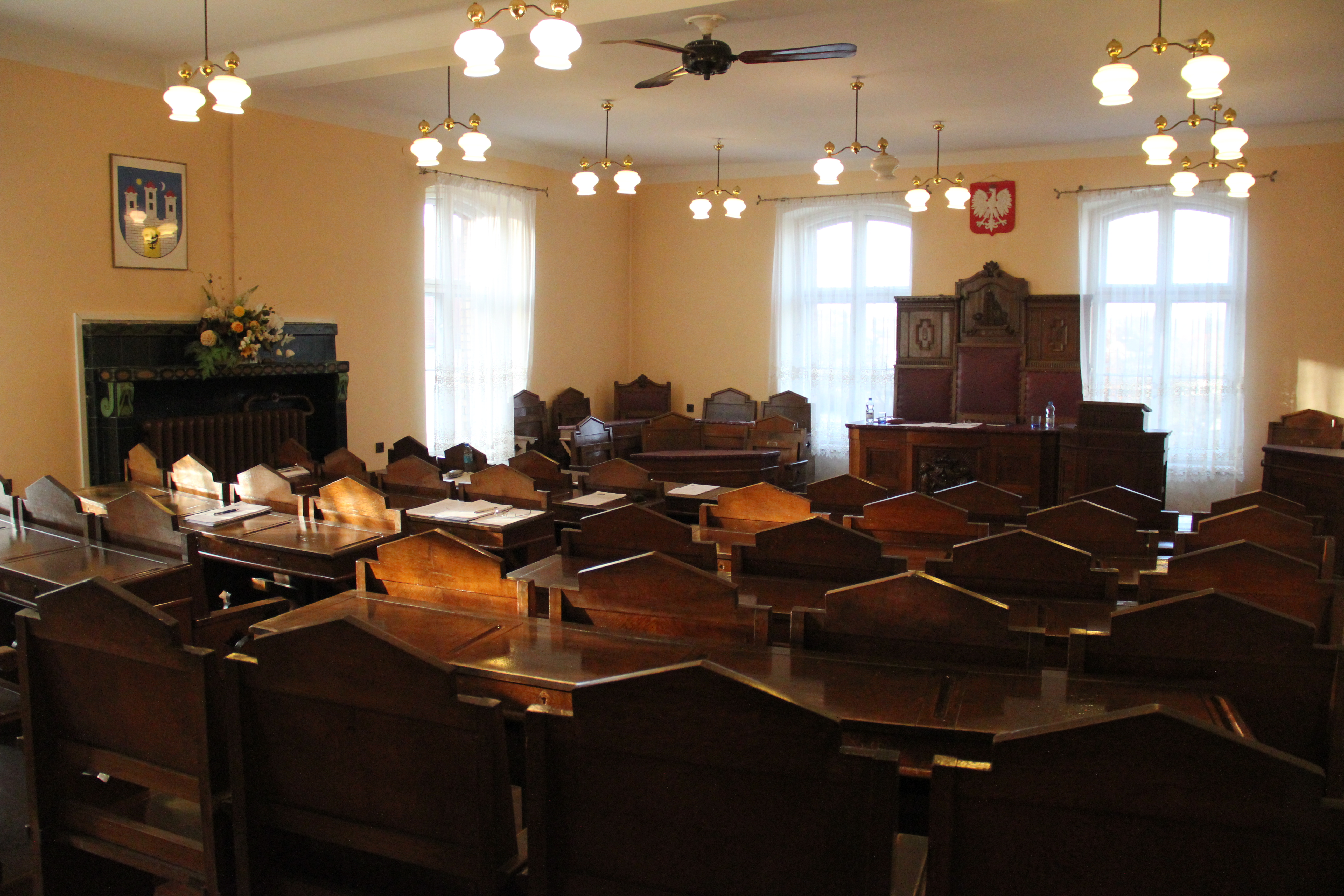
Sala posiedzeń Rady Miejskiej

Zgodnie z ustawą o samorządzie gminnym z 1990 roku, organem władzy wykonawczej w Chojnowie jest burmistrz miasta. Obecnie funkcję tę od pięciu kadencji pełni bezpartyjny polityk samorządowy Jan Serkies. Po raz pierwszy został wybrany na urząd burmistrza w 2002 roku z listy Komitetu Wyborczego Wyborców Chojnów Rodziną, pokonując w drugiej turze głosowania Bolesława Jakubiaka (osiągając 56,65% głosów). Do kolejnych wyborów w 2006, 2010 i 2014 roku startował reprezentując Komitet Wyborczy Wyborców Rozwój Chojnowa. Zarówno w 2006 jak i 2014 roku zwyciężył w głosowaniu już w pierwszej turze; podczas wyborów samorządowych w 2010 i 2018 roku Jan Serkies był jedynym kandydatem na urząd burmistrza.
Urząd ten w Chojnowie istnieje od 1333 roku. Pierwszym burmistrzem miasta był Albert (Albertus) de Ypra.
Organem władzy stanowiącej i kontrolnej w Chojnowie jest rada miejska. Zgodnie z ustawą o samorządzie gminnym liczy 15 osób (tak jak wszystkie gminy do 20 000 mieszkańców). Aktualnie w skład rady wchodzą: Danuta Barna, Krystyna Czapska, Krzysztof Grzech, Ryszard Kopacki, Mariusz Kowalczyk, Piotr Kulczyc, Barbara Kułacz, Marek Łukaszewski, Andrzej Matuszewski, Jerzy Poznar, Łukasz Ptak, Antoni Skalski, Jan Skowroński, Bona Szaban oraz Paulina Tarkowska-Bielak. Wszyscy radni wybrani zostali z list KWW Rozwój Chojnowa.
Obecnie funkcję przewodniczącego rady miejskiej pełni Jan Skowroński; wiceprzewodniczącą jest Barbara Kułacz.
Siedzibą zarówno burmistrza jak i rady miejskiej jest budynek przy Placu Zamkowym. W tym miejscu odbywają się także sesje Rady Miejskiej. Obiekt pełni funkcję ratusza od 1879 roku; wcześniejszy ratusz znajdował się w centralnej części chojnowskiego Rynku. W wyniku katastrofy zawalenia się wieży w 1875 roku zdecydowano się na rozbiórkę budynku i budowę nowego w innym miejscu.

### Współpraca międzynarodowa
Miasta partnerskie Chojnowa:
| Miasto            | Państwo | Podpisanie umowy |
| ----------------- | ------- | ---------------- |
| Egelsbach         | Niemcy  | 11 czerwca 2005  |
| Commentry         | Francja | 20 sierpnia 2006 |
| Mnichovo Hradiště | Czechy  | 17 września 2016 |